# Батарея (шахмат)
Батарèя в шахмата е наличието на две едноцветни далекобойни фигури на една права или диагонална линия с еднакво действие по линията. Комбинацията на двете фигури увеличава потенциала за атака по линията и открива действието по нея на задната фигура, ако предната се измести от линията.
Батареята може да включва дама, топ или офицер. Най-често използваните батареи в практиката:
|   | a | b | c | d | e | f | g | h |   |
| 8 | черен топ на бяло поле a8 · черен кръст на бяло поле c8 · черен цар на черно поле h8 · черен кръст на черно поле c7 · черна пешка на черно поле g7 · черен топ на бяло поле a6 · черен кръст на бяло поле c6 · черен кръст на черно поле c5 · бяла дама на черно поле e5 · бял топ на черно поле g5 · черен кон на бяло поле h5 · черен кръст на бяло поле c4 · бял офицер на черно поле d4 · черен кръст на черно поле c3 · бяла пешка на бяло поле a2 · черен кръст на бяло поле c2 · бял цар на черно поле a1 · черен кръст на черно поле c1 | черен топ на бяло поле a8 · черен кръст на бяло поле c8 · черен цар на черно поле h8 · черен кръст на черно поле c7 · черна пешка на черно поле g7 · черен топ на бяло поле a6 · черен кръст на бяло поле c6 · черен кръст на черно поле c5 · бяла дама на черно поле e5 · бял топ на черно поле g5 · черен кон на бяло поле h5 · черен кръст на бяло поле c4 · бял офицер на черно поле d4 · черен кръст на черно поле c3 · бяла пешка на бяло поле a2 · черен кръст на бяло поле c2 · бял цар на черно поле a1 · черен кръст на черно поле c1 | черен топ на бяло поле a8 · черен кръст на бяло поле c8 · черен цар на черно поле h8 · черен кръст на черно поле c7 · черна пешка на черно поле g7 · черен топ на бяло поле a6 · черен кръст на бяло поле c6 · черен кръст на черно поле c5 · бяла дама на черно поле e5 · бял топ на черно поле g5 · черен кон на бяло поле h5 · черен кръст на бяло поле c4 · бял офицер на черно поле d4 · черен кръст на черно поле c3 · бяла пешка на бяло поле a2 · черен кръст на бяло поле c2 · бял цар на черно поле a1 · черен кръст на черно поле c1 | черен топ на бяло поле a8 · черен кръст на бяло поле c8 · черен цар на черно поле h8 · черен кръст на черно поле c7 · черна пешка на черно поле g7 · черен топ на бяло поле a6 · черен кръст на бяло поле c6 · черен кръст на черно поле c5 · бяла дама на черно поле e5 · бял топ на черно поле g5 · черен кон на бяло поле h5 · черен кръст на бяло поле c4 · бял офицер на черно поле d4 · черен кръст на черно поле c3 · бяла пешка на бяло поле a2 · черен кръст на бяло поле c2 · бял цар на черно поле a1 · черен кръст на черно поле c1 | черен топ на бяло поле a8 · черен кръст на бяло поле c8 · черен цар на черно поле h8 · черен кръст на черно поле c7 · черна пешка на черно поле g7 · черен топ на бяло поле a6 · черен кръст на бяло поле c6 · черен кръст на черно поле c5 · бяла дама на черно поле e5 · бял топ на черно поле g5 · черен кон на бяло поле h5 · черен кръст на бяло поле c4 · бял офицер на черно поле d4 · черен кръст на черно поле c3 · бяла пешка на бяло поле a2 · черен кръст на бяло поле c2 · бял цар на черно поле a1 · черен кръст на черно поле c1 | черен топ на бяло поле a8 · черен кръст на бяло поле c8 · черен цар на черно поле h8 · черен кръст на черно поле c7 · черна пешка на черно поле g7 · черен топ на бяло поле a6 · черен кръст на бяло поле c6 · черен кръст на черно поле c5 · бяла дама на черно поле e5 · бял топ на черно поле g5 · черен кон на бяло поле h5 · черен кръст на бяло поле c4 · бял офицер на черно поле d4 · черен кръст на черно поле c3 · бяла пешка на бяло поле a2 · черен кръст на бяло поле c2 · бял цар на черно поле a1 · черен кръст на черно поле c1 | черен топ на бяло поле a8 · черен кръст на бяло поле c8 · черен цар на черно поле h8 · черен кръст на черно поле c7 · черна пешка на черно поле g7 · черен топ на бяло поле a6 · черен кръст на бяло поле c6 · черен кръст на черно поле c5 · бяла дама на черно поле e5 · бял топ на черно поле g5 · черен кон на бяло поле h5 · черен кръст на бяло поле c4 · бял офицер на черно поле d4 · черен кръст на черно поле c3 · бяла пешка на бяло поле a2 · черен кръст на бяло поле c2 · бял цар на черно поле a1 · черен кръст на черно поле c1 | черен топ на бяло поле a8 · черен кръст на бяло поле c8 · черен цар на черно поле h8 · черен кръст на черно поле c7 · черна пешка на черно поле g7 · черен топ на бяло поле a6 · черен кръст на бяло поле c6 · черен кръст на черно поле c5 · бяла дама на черно поле e5 · бял топ на черно поле g5 · черен кон на бяло поле h5 · черен кръст на бяло поле c4 · бял офицер на черно поле d4 · черен кръст на черно поле c3 · бяла пешка на бяло поле a2 · черен кръст на бяло поле c2 · бял цар на черно поле a1 · черен кръст на черно поле c1 | 8 |
| 7 | черен топ на бяло поле a8 · черен кръст на бяло поле c8 · черен цар на черно поле h8 · черен кръст на черно поле c7 · черна пешка на черно поле g7 · черен топ на бяло поле a6 · черен кръст на бяло поле c6 · черен кръст на черно поле c5 · бяла дама на черно поле e5 · бял топ на черно поле g5 · черен кон на бяло поле h5 · черен кръст на бяло поле c4 · бял офицер на черно поле d4 · черен кръст на черно поле c3 · бяла пешка на бяло поле a2 · черен кръст на бяло поле c2 · бял цар на черно поле a1 · черен кръст на черно поле c1 | черен топ на бяло поле a8 · черен кръст на бяло поле c8 · черен цар на черно поле h8 · черен кръст на черно поле c7 · черна пешка на черно поле g7 · черен топ на бяло поле a6 · черен кръст на бяло поле c6 · черен кръст на черно поле c5 · бяла дама на черно поле e5 · бял топ на черно поле g5 · черен кон на бяло поле h5 · черен кръст на бяло поле c4 · бял офицер на черно поле d4 · черен кръст на черно поле c3 · бяла пешка на бяло поле a2 · черен кръст на бяло поле c2 · бял цар на черно поле a1 · черен кръст на черно поле c1 | черен топ на бяло поле a8 · черен кръст на бяло поле c8 · черен цар на черно поле h8 · черен кръст на черно поле c7 · черна пешка на черно поле g7 · черен топ на бяло поле a6 · черен кръст на бяло поле c6 · черен кръст на черно поле c5 · бяла дама на черно поле e5 · бял топ на черно поле g5 · черен кон на бяло поле h5 · черен кръст на бяло поле c4 · бял офицер на черно поле d4 · черен кръст на черно поле c3 · бяла пешка на бяло поле a2 · черен кръст на бяло поле c2 · бял цар на черно поле a1 · черен кръст на черно поле c1 | черен топ на бяло поле a8 · черен кръст на бяло поле c8 · черен цар на черно поле h8 · черен кръст на черно поле c7 · черна пешка на черно поле g7 · черен топ на бяло поле a6 · черен кръст на бяло поле c6 · черен кръст на черно поле c5 · бяла дама на черно поле e5 · бял топ на черно поле g5 · черен кон на бяло поле h5 · черен кръст на бяло поле c4 · бял офицер на черно поле d4 · черен кръст на черно поле c3 · бяла пешка на бяло поле a2 · черен кръст на бяло поле c2 · бял цар на черно поле a1 · черен кръст на черно поле c1 | черен топ на бяло поле a8 · черен кръст на бяло поле c8 · черен цар на черно поле h8 · черен кръст на черно поле c7 · черна пешка на черно поле g7 · черен топ на бяло поле a6 · черен кръст на бяло поле c6 · черен кръст на черно поле c5 · бяла дама на черно поле e5 · бял топ на черно поле g5 · черен кон на бяло поле h5 · черен кръст на бяло поле c4 · бял офицер на черно поле d4 · черен кръст на черно поле c3 · бяла пешка на бяло поле a2 · черен кръст на бяло поле c2 · бял цар на черно поле a1 · черен кръст на черно поле c1 | черен топ на бяло поле a8 · черен кръст на бяло поле c8 · черен цар на черно поле h8 · черен кръст на черно поле c7 · черна пешка на черно поле g7 · черен топ на бяло поле a6 · черен кръст на бяло поле c6 · черен кръст на черно поле c5 · бяла дама на черно поле e5 · бял топ на черно поле g5 · черен кон на бяло поле h5 · черен кръст на бяло поле c4 · бял офицер на черно поле d4 · черен кръст на черно поле c3 · бяла пешка на бяло поле a2 · черен кръст на бяло поле c2 · бял цар на черно поле a1 · черен кръст на черно поле c1 | черен топ на бяло поле a8 · черен кръст на бяло поле c8 · черен цар на черно поле h8 · черен кръст на черно поле c7 · черна пешка на черно поле g7 · черен топ на бяло поле a6 · черен кръст на бяло поле c6 · черен кръст на черно поле c5 · бяла дама на черно поле e5 · бял топ на черно поле g5 · черен кон на бяло поле h5 · черен кръст на бяло поле c4 · бял офицер на черно поле d4 · черен кръст на черно поле c3 · бяла пешка на бяло поле a2 · черен кръст на бяло поле c2 · бял цар на черно поле a1 · черен кръст на черно поле c1 | черен топ на бяло поле a8 · черен кръст на бяло поле c8 · черен цар на черно поле h8 · черен кръст на черно поле c7 · черна пешка на черно поле g7 · черен топ на бяло поле a6 · черен кръст на бяло поле c6 · черен кръст на черно поле c5 · бяла дама на черно поле e5 · бял топ на черно поле g5 · черен кон на бяло поле h5 · черен кръст на бяло поле c4 · бял офицер на черно поле d4 · черен кръст на черно поле c3 · бяла пешка на бяло поле a2 · черен кръст на бяло поле c2 · бял цар на черно поле a1 · черен кръст на черно поле c1 | 7 |
| 6 | черен топ на бяло поле a8 · черен кръст на бяло поле c8 · черен цар на черно поле h8 · черен кръст на черно поле c7 · черна пешка на черно поле g7 · черен топ на бяло поле a6 · черен кръст на бяло поле c6 · черен кръст на черно поле c5 · бяла дама на черно поле e5 · бял топ на черно поле g5 · черен кон на бяло поле h5 · черен кръст на бяло поле c4 · бял офицер на черно поле d4 · черен кръст на черно поле c3 · бяла пешка на бяло поле a2 · черен кръст на бяло поле c2 · бял цар на черно поле a1 · черен кръст на черно поле c1 | черен топ на бяло поле a8 · черен кръст на бяло поле c8 · черен цар на черно поле h8 · черен кръст на черно поле c7 · черна пешка на черно поле g7 · черен топ на бяло поле a6 · черен кръст на бяло поле c6 · черен кръст на черно поле c5 · бяла дама на черно поле e5 · бял топ на черно поле g5 · черен кон на бяло поле h5 · черен кръст на бяло поле c4 · бял офицер на черно поле d4 · черен кръст на черно поле c3 · бяла пешка на бяло поле a2 · черен кръст на бяло поле c2 · бял цар на черно поле a1 · черен кръст на черно поле c1 | черен топ на бяло поле a8 · черен кръст на бяло поле c8 · черен цар на черно поле h8 · черен кръст на черно поле c7 · черна пешка на черно поле g7 · черен топ на бяло поле a6 · черен кръст на бяло поле c6 · черен кръст на черно поле c5 · бяла дама на черно поле e5 · бял топ на черно поле g5 · черен кон на бяло поле h5 · черен кръст на бяло поле c4 · бял офицер на черно поле d4 · черен кръст на черно поле c3 · бяла пешка на бяло поле a2 · черен кръст на бяло поле c2 · бял цар на черно поле a1 · черен кръст на черно поле c1 | черен топ на бяло поле a8 · черен кръст на бяло поле c8 · черен цар на черно поле h8 · черен кръст на черно поле c7 · черна пешка на черно поле g7 · черен топ на бяло поле a6 · черен кръст на бяло поле c6 · черен кръст на черно поле c5 · бяла дама на черно поле e5 · бял топ на черно поле g5 · черен кон на бяло поле h5 · черен кръст на бяло поле c4 · бял офицер на черно поле d4 · черен кръст на черно поле c3 · бяла пешка на бяло поле a2 · черен кръст на бяло поле c2 · бял цар на черно поле a1 · черен кръст на черно поле c1 | черен топ на бяло поле a8 · черен кръст на бяло поле c8 · черен цар на черно поле h8 · черен кръст на черно поле c7 · черна пешка на черно поле g7 · черен топ на бяло поле a6 · черен кръст на бяло поле c6 · черен кръст на черно поле c5 · бяла дама на черно поле e5 · бял топ на черно поле g5 · черен кон на бяло поле h5 · черен кръст на бяло поле c4 · бял офицер на черно поле d4 · черен кръст на черно поле c3 · бяла пешка на бяло поле a2 · черен кръст на бяло поле c2 · бял цар на черно поле a1 · черен кръст на черно поле c1 | черен топ на бяло поле a8 · черен кръст на бяло поле c8 · черен цар на черно поле h8 · черен кръст на черно поле c7 · черна пешка на черно поле g7 · черен топ на бяло поле a6 · черен кръст на бяло поле c6 · черен кръст на черно поле c5 · бяла дама на черно поле e5 · бял топ на черно поле g5 · черен кон на бяло поле h5 · черен кръст на бяло поле c4 · бял офицер на черно поле d4 · черен кръст на черно поле c3 · бяла пешка на бяло поле a2 · черен кръст на бяло поле c2 · бял цар на черно поле a1 · черен кръст на черно поле c1 | черен топ на бяло поле a8 · черен кръст на бяло поле c8 · черен цар на черно поле h8 · черен кръст на черно поле c7 · черна пешка на черно поле g7 · черен топ на бяло поле a6 · черен кръст на бяло поле c6 · черен кръст на черно поле c5 · бяла дама на черно поле e5 · бял топ на черно поле g5 · черен кон на бяло поле h5 · черен кръст на бяло поле c4 · бял офицер на черно поле d4 · черен кръст на черно поле c3 · бяла пешка на бяло поле a2 · черен кръст на бяло поле c2 · бял цар на черно поле a1 · черен кръст на черно поле c1 | черен топ на бяло поле a8 · черен кръст на бяло поле c8 · черен цар на черно поле h8 · черен кръст на черно поле c7 · черна пешка на черно поле g7 · черен топ на бяло поле a6 · черен кръст на бяло поле c6 · черен кръст на черно поле c5 · бяла дама на черно поле e5 · бял топ на черно поле g5 · черен кон на бяло поле h5 · черен кръст на бяло поле c4 · бял офицер на черно поле d4 · черен кръст на черно поле c3 · бяла пешка на бяло поле a2 · черен кръст на бяло поле c2 · бял цар на черно поле a1 · черен кръст на черно поле c1 | 6 |
| 5 | черен топ на бяло поле a8 · черен кръст на бяло поле c8 · черен цар на черно поле h8 · черен кръст на черно поле c7 · черна пешка на черно поле g7 · черен топ на бяло поле a6 · черен кръст на бяло поле c6 · черен кръст на черно поле c5 · бяла дама на черно поле e5 · бял топ на черно поле g5 · черен кон на бяло поле h5 · черен кръст на бяло поле c4 · бял офицер на черно поле d4 · черен кръст на черно поле c3 · бяла пешка на бяло поле a2 · черен кръст на бяло поле c2 · бял цар на черно поле a1 · черен кръст на черно поле c1 | черен топ на бяло поле a8 · черен кръст на бяло поле c8 · черен цар на черно поле h8 · черен кръст на черно поле c7 · черна пешка на черно поле g7 · черен топ на бяло поле a6 · черен кръст на бяло поле c6 · черен кръст на черно поле c5 · бяла дама на черно поле e5 · бял топ на черно поле g5 · черен кон на бяло поле h5 · черен кръст на бяло поле c4 · бял офицер на черно поле d4 · черен кръст на черно поле c3 · бяла пешка на бяло поле a2 · черен кръст на бяло поле c2 · бял цар на черно поле a1 · черен кръст на черно поле c1 | черен топ на бяло поле a8 · черен кръст на бяло поле c8 · черен цар на черно поле h8 · черен кръст на черно поле c7 · черна пешка на черно поле g7 · черен топ на бяло поле a6 · черен кръст на бяло поле c6 · черен кръст на черно поле c5 · бяла дама на черно поле e5 · бял топ на черно поле g5 · черен кон на бяло поле h5 · черен кръст на бяло поле c4 · бял офицер на черно поле d4 · черен кръст на черно поле c3 · бяла пешка на бяло поле a2 · черен кръст на бяло поле c2 · бял цар на черно поле a1 · черен кръст на черно поле c1 | черен топ на бяло поле a8 · черен кръст на бяло поле c8 · черен цар на черно поле h8 · черен кръст на черно поле c7 · черна пешка на черно поле g7 · черен топ на бяло поле a6 · черен кръст на бяло поле c6 · черен кръст на черно поле c5 · бяла дама на черно поле e5 · бял топ на черно поле g5 · черен кон на бяло поле h5 · черен кръст на бяло поле c4 · бял офицер на черно поле d4 · черен кръст на черно поле c3 · бяла пешка на бяло поле a2 · черен кръст на бяло поле c2 · бял цар на черно поле a1 · черен кръст на черно поле c1 | черен топ на бяло поле a8 · черен кръст на бяло поле c8 · черен цар на черно поле h8 · черен кръст на черно поле c7 · черна пешка на черно поле g7 · черен топ на бяло поле a6 · черен кръст на бяло поле c6 · черен кръст на черно поле c5 · бяла дама на черно поле e5 · бял топ на черно поле g5 · черен кон на бяло поле h5 · черен кръст на бяло поле c4 · бял офицер на черно поле d4 · черен кръст на черно поле c3 · бяла пешка на бяло поле a2 · черен кръст на бяло поле c2 · бял цар на черно поле a1 · черен кръст на черно поле c1 | черен топ на бяло поле a8 · черен кръст на бяло поле c8 · черен цар на черно поле h8 · черен кръст на черно поле c7 · черна пешка на черно поле g7 · черен топ на бяло поле a6 · черен кръст на бяло поле c6 · черен кръст на черно поле c5 · бяла дама на черно поле e5 · бял топ на черно поле g5 · черен кон на бяло поле h5 · черен кръст на бяло поле c4 · бял офицер на черно поле d4 · черен кръст на черно поле c3 · бяла пешка на бяло поле a2 · черен кръст на бяло поле c2 · бял цар на черно поле a1 · черен кръст на черно поле c1 | черен топ на бяло поле a8 · черен кръст на бяло поле c8 · черен цар на черно поле h8 · черен кръст на черно поле c7 · черна пешка на черно поле g7 · черен топ на бяло поле a6 · черен кръст на бяло поле c6 · черен кръст на черно поле c5 · бяла дама на черно поле e5 · бял топ на черно поле g5 · черен кон на бяло поле h5 · черен кръст на бяло поле c4 · бял офицер на черно поле d4 · черен кръст на черно поле c3 · бяла пешка на бяло поле a2 · черен кръст на бяло поле c2 · бял цар на черно поле a1 · черен кръст на черно поле c1 | черен топ на бяло поле a8 · черен кръст на бяло поле c8 · черен цар на черно поле h8 · черен кръст на черно поле c7 · черна пешка на черно поле g7 · черен топ на бяло поле a6 · черен кръст на бяло поле c6 · черен кръст на черно поле c5 · бяла дама на черно поле e5 · бял топ на черно поле g5 · черен кон на бяло поле h5 · черен кръст на бяло поле c4 · бял офицер на черно поле d4 · черен кръст на черно поле c3 · бяла пешка на бяло поле a2 · черен кръст на бяло поле c2 · бял цар на черно поле a1 · черен кръст на черно поле c1 | 5 |
| 4 | черен топ на бяло поле a8 · черен кръст на бяло поле c8 · черен цар на черно поле h8 · черен кръст на черно поле c7 · черна пешка на черно поле g7 · черен топ на бяло поле a6 · черен кръст на бяло поле c6 · черен кръст на черно поле c5 · бяла дама на черно поле e5 · бял топ на черно поле g5 · черен кон на бяло поле h5 · черен кръст на бяло поле c4 · бял офицер на черно поле d4 · черен кръст на черно поле c3 · бяла пешка на бяло поле a2 · черен кръст на бяло поле c2 · бял цар на черно поле a1 · черен кръст на черно поле c1 | черен топ на бяло поле a8 · черен кръст на бяло поле c8 · черен цар на черно поле h8 · черен кръст на черно поле c7 · черна пешка на черно поле g7 · черен топ на бяло поле a6 · черен кръст на бяло поле c6 · черен кръст на черно поле c5 · бяла дама на черно поле e5 · бял топ на черно поле g5 · черен кон на бяло поле h5 · черен кръст на бяло поле c4 · бял офицер на черно поле d4 · черен кръст на черно поле c3 · бяла пешка на бяло поле a2 · черен кръст на бяло поле c2 · бял цар на черно поле a1 · черен кръст на черно поле c1 | черен топ на бяло поле a8 · черен кръст на бяло поле c8 · черен цар на черно поле h8 · черен кръст на черно поле c7 · черна пешка на черно поле g7 · черен топ на бяло поле a6 · черен кръст на бяло поле c6 · черен кръст на черно поле c5 · бяла дама на черно поле e5 · бял топ на черно поле g5 · черен кон на бяло поле h5 · черен кръст на бяло поле c4 · бял офицер на черно поле d4 · черен кръст на черно поле c3 · бяла пешка на бяло поле a2 · черен кръст на бяло поле c2 · бял цар на черно поле a1 · черен кръст на черно поле c1 | черен топ на бяло поле a8 · черен кръст на бяло поле c8 · черен цар на черно поле h8 · черен кръст на черно поле c7 · черна пешка на черно поле g7 · черен топ на бяло поле a6 · черен кръст на бяло поле c6 · черен кръст на черно поле c5 · бяла дама на черно поле e5 · бял топ на черно поле g5 · черен кон на бяло поле h5 · черен кръст на бяло поле c4 · бял офицер на черно поле d4 · черен кръст на черно поле c3 · бяла пешка на бяло поле a2 · черен кръст на бяло поле c2 · бял цар на черно поле a1 · черен кръст на черно поле c1 | черен топ на бяло поле a8 · черен кръст на бяло поле c8 · черен цар на черно поле h8 · черен кръст на черно поле c7 · черна пешка на черно поле g7 · черен топ на бяло поле a6 · черен кръст на бяло поле c6 · черен кръст на черно поле c5 · бяла дама на черно поле e5 · бял топ на черно поле g5 · черен кон на бяло поле h5 · черен кръст на бяло поле c4 · бял офицер на черно поле d4 · черен кръст на черно поле c3 · бяла пешка на бяло поле a2 · черен кръст на бяло поле c2 · бял цар на черно поле a1 · черен кръст на черно поле c1 | черен топ на бяло поле a8 · черен кръст на бяло поле c8 · черен цар на черно поле h8 · черен кръст на черно поле c7 · черна пешка на черно поле g7 · черен топ на бяло поле a6 · черен кръст на бяло поле c6 · черен кръст на черно поле c5 · бяла дама на черно поле e5 · бял топ на черно поле g5 · черен кон на бяло поле h5 · черен кръст на бяло поле c4 · бял офицер на черно поле d4 · черен кръст на черно поле c3 · бяла пешка на бяло поле a2 · черен кръст на бяло поле c2 · бял цар на черно поле a1 · черен кръст на черно поле c1 | черен топ на бяло поле a8 · черен кръст на бяло поле c8 · черен цар на черно поле h8 · черен кръст на черно поле c7 · черна пешка на черно поле g7 · черен топ на бяло поле a6 · черен кръст на бяло поле c6 · черен кръст на черно поле c5 · бяла дама на черно поле e5 · бял топ на черно поле g5 · черен кон на бяло поле h5 · черен кръст на бяло поле c4 · бял офицер на черно поле d4 · черен кръст на черно поле c3 · бяла пешка на бяло поле a2 · черен кръст на бяло поле c2 · бял цар на черно поле a1 · черен кръст на черно поле c1 | черен топ на бяло поле a8 · черен кръст на бяло поле c8 · черен цар на черно поле h8 · черен кръст на черно поле c7 · черна пешка на черно поле g7 · черен топ на бяло поле a6 · черен кръст на бяло поле c6 · черен кръст на черно поле c5 · бяла дама на черно поле e5 · бял топ на черно поле g5 · черен кон на бяло поле h5 · черен кръст на бяло поле c4 · бял офицер на черно поле d4 · черен кръст на черно поле c3 · бяла пешка на бяло поле a2 · черен кръст на бяло поле c2 · бял цар на черно поле a1 · черен кръст на черно поле c1 | 4 |
| 3 | черен топ на бяло поле a8 · черен кръст на бяло поле c8 · черен цар на черно поле h8 · черен кръст на черно поле c7 · черна пешка на черно поле g7 · черен топ на бяло поле a6 · черен кръст на бяло поле c6 · черен кръст на черно поле c5 · бяла дама на черно поле e5 · бял топ на черно поле g5 · черен кон на бяло поле h5 · черен кръст на бяло поле c4 · бял офицер на черно поле d4 · черен кръст на черно поле c3 · бяла пешка на бяло поле a2 · черен кръст на бяло поле c2 · бял цар на черно поле a1 · черен кръст на черно поле c1 | черен топ на бяло поле a8 · черен кръст на бяло поле c8 · черен цар на черно поле h8 · черен кръст на черно поле c7 · черна пешка на черно поле g7 · черен топ на бяло поле a6 · черен кръст на бяло поле c6 · черен кръст на черно поле c5 · бяла дама на черно поле e5 · бял топ на черно поле g5 · черен кон на бяло поле h5 · черен кръст на бяло поле c4 · бял офицер на черно поле d4 · черен кръст на черно поле c3 · бяла пешка на бяло поле a2 · черен кръст на бяло поле c2 · бял цар на черно поле a1 · черен кръст на черно поле c1 | черен топ на бяло поле a8 · черен кръст на бяло поле c8 · черен цар на черно поле h8 · черен кръст на черно поле c7 · черна пешка на черно поле g7 · черен топ на бяло поле a6 · черен кръст на бяло поле c6 · черен кръст на черно поле c5 · бяла дама на черно поле e5 · бял топ на черно поле g5 · черен кон на бяло поле h5 · черен кръст на бяло поле c4 · бял офицер на черно поле d4 · черен кръст на черно поле c3 · бяла пешка на бяло поле a2 · черен кръст на бяло поле c2 · бял цар на черно поле a1 · черен кръст на черно поле c1 | черен топ на бяло поле a8 · черен кръст на бяло поле c8 · черен цар на черно поле h8 · черен кръст на черно поле c7 · черна пешка на черно поле g7 · черен топ на бяло поле a6 · черен кръст на бяло поле c6 · черен кръст на черно поле c5 · бяла дама на черно поле e5 · бял топ на черно поле g5 · черен кон на бяло поле h5 · черен кръст на бяло поле c4 · бял офицер на черно поле d4 · черен кръст на черно поле c3 · бяла пешка на бяло поле a2 · черен кръст на бяло поле c2 · бял цар на черно поле a1 · черен кръст на черно поле c1 | черен топ на бяло поле a8 · черен кръст на бяло поле c8 · черен цар на черно поле h8 · черен кръст на черно поле c7 · черна пешка на черно поле g7 · черен топ на бяло поле a6 · черен кръст на бяло поле c6 · черен кръст на черно поле c5 · бяла дама на черно поле e5 · бял топ на черно поле g5 · черен кон на бяло поле h5 · черен кръст на бяло поле c4 · бял офицер на черно поле d4 · черен кръст на черно поле c3 · бяла пешка на бяло поле a2 · черен кръст на бяло поле c2 · бял цар на черно поле a1 · черен кръст на черно поле c1 | черен топ на бяло поле a8 · черен кръст на бяло поле c8 · черен цар на черно поле h8 · черен кръст на черно поле c7 · черна пешка на черно поле g7 · черен топ на бяло поле a6 · черен кръст на бяло поле c6 · черен кръст на черно поле c5 · бяла дама на черно поле e5 · бял топ на черно поле g5 · черен кон на бяло поле h5 · черен кръст на бяло поле c4 · бял офицер на черно поле d4 · черен кръст на черно поле c3 · бяла пешка на бяло поле a2 · черен кръст на бяло поле c2 · бял цар на черно поле a1 · черен кръст на черно поле c1 | черен топ на бяло поле a8 · черен кръст на бяло поле c8 · черен цар на черно поле h8 · черен кръст на черно поле c7 · черна пешка на черно поле g7 · черен топ на бяло поле a6 · черен кръст на бяло поле c6 · черен кръст на черно поле c5 · бяла дама на черно поле e5 · бял топ на черно поле g5 · черен кон на бяло поле h5 · черен кръст на бяло поле c4 · бял офицер на черно поле d4 · черен кръст на черно поле c3 · бяла пешка на бяло поле a2 · черен кръст на бяло поле c2 · бял цар на черно поле a1 · черен кръст на черно поле c1 | черен топ на бяло поле a8 · черен кръст на бяло поле c8 · черен цар на черно поле h8 · черен кръст на черно поле c7 · черна пешка на черно поле g7 · черен топ на бяло поле a6 · черен кръст на бяло поле c6 · черен кръст на черно поле c5 · бяла дама на черно поле e5 · бял топ на черно поле g5 · черен кон на бяло поле h5 · черен кръст на бяло поле c4 · бял офицер на черно поле d4 · черен кръст на черно поле c3 · бяла пешка на бяло поле a2 · черен кръст на бяло поле c2 · бял цар на черно поле a1 · черен кръст на черно поле c1 | 3 |
| 2 | черен топ на бяло поле a8 · черен кръст на бяло поле c8 · черен цар на черно поле h8 · черен кръст на черно поле c7 · черна пешка на черно поле g7 · черен топ на бяло поле a6 · черен кръст на бяло поле c6 · черен кръст на черно поле c5 · бяла дама на черно поле e5 · бял топ на черно поле g5 · черен кон на бяло поле h5 · черен кръст на бяло поле c4 · бял офицер на черно поле d4 · черен кръст на черно поле c3 · бяла пешка на бяло поле a2 · черен кръст на бяло поле c2 · бял цар на черно поле a1 · черен кръст на черно поле c1 | черен топ на бяло поле a8 · черен кръст на бяло поле c8 · черен цар на черно поле h8 · черен кръст на черно поле c7 · черна пешка на черно поле g7 · черен топ на бяло поле a6 · черен кръст на бяло поле c6 · черен кръст на черно поле c5 · бяла дама на черно поле e5 · бял топ на черно поле g5 · черен кон на бяло поле h5 · черен кръст на бяло поле c4 · бял офицер на черно поле d4 · черен кръст на черно поле c3 · бяла пешка на бяло поле a2 · черен кръст на бяло поле c2 · бял цар на черно поле a1 · черен кръст на черно поле c1 | черен топ на бяло поле a8 · черен кръст на бяло поле c8 · черен цар на черно поле h8 · черен кръст на черно поле c7 · черна пешка на черно поле g7 · черен топ на бяло поле a6 · черен кръст на бяло поле c6 · черен кръст на черно поле c5 · бяла дама на черно поле e5 · бял топ на черно поле g5 · черен кон на бяло поле h5 · черен кръст на бяло поле c4 · бял офицер на черно поле d4 · черен кръст на черно поле c3 · бяла пешка на бяло поле a2 · черен кръст на бяло поле c2 · бял цар на черно поле a1 · черен кръст на черно поле c1 | черен топ на бяло поле a8 · черен кръст на бяло поле c8 · черен цар на черно поле h8 · черен кръст на черно поле c7 · черна пешка на черно поле g7 · черен топ на бяло поле a6 · черен кръст на бяло поле c6 · черен кръст на черно поле c5 · бяла дама на черно поле e5 · бял топ на черно поле g5 · черен кон на бяло поле h5 · черен кръст на бяло поле c4 · бял офицер на черно поле d4 · черен кръст на черно поле c3 · бяла пешка на бяло поле a2 · черен кръст на бяло поле c2 · бял цар на черно поле a1 · черен кръст на черно поле c1 | черен топ на бяло поле a8 · черен кръст на бяло поле c8 · черен цар на черно поле h8 · черен кръст на черно поле c7 · черна пешка на черно поле g7 · черен топ на бяло поле a6 · черен кръст на бяло поле c6 · черен кръст на черно поле c5 · бяла дама на черно поле e5 · бял топ на черно поле g5 · черен кон на бяло поле h5 · черен кръст на бяло поле c4 · бял офицер на черно поле d4 · черен кръст на черно поле c3 · бяла пешка на бяло поле a2 · черен кръст на бяло поле c2 · бял цар на черно поле a1 · черен кръст на черно поле c1 | черен топ на бяло поле a8 · черен кръст на бяло поле c8 · черен цар на черно поле h8 · черен кръст на черно поле c7 · черна пешка на черно поле g7 · черен топ на бяло поле a6 · черен кръст на бяло поле c6 · черен кръст на черно поле c5 · бяла дама на черно поле e5 · бял топ на черно поле g5 · черен кон на бяло поле h5 · черен кръст на бяло поле c4 · бял офицер на черно поле d4 · черен кръст на черно поле c3 · бяла пешка на бяло поле a2 · черен кръст на бяло поле c2 · бял цар на черно поле a1 · черен кръст на черно поле c1 | черен топ на бяло поле a8 · черен кръст на бяло поле c8 · черен цар на черно поле h8 · черен кръст на черно поле c7 · черна пешка на черно поле g7 · черен топ на бяло поле a6 · черен кръст на бяло поле c6 · черен кръст на черно поле c5 · бяла дама на черно поле e5 · бял топ на черно поле g5 · черен кон на бяло поле h5 · черен кръст на бяло поле c4 · бял офицер на черно поле d4 · черен кръст на черно поле c3 · бяла пешка на бяло поле a2 · черен кръст на бяло поле c2 · бял цар на черно поле a1 · черен кръст на черно поле c1 | черен топ на бяло поле a8 · черен кръст на бяло поле c8 · черен цар на черно поле h8 · черен кръст на черно поле c7 · черна пешка на черно поле g7 · черен топ на бяло поле a6 · черен кръст на бяло поле c6 · черен кръст на черно поле c5 · бяла дама на черно поле e5 · бял топ на черно поле g5 · черен кон на бяло поле h5 · черен кръст на бяло поле c4 · бял офицер на черно поле d4 · черен кръст на черно поле c3 · бяла пешка на бяло поле a2 · черен кръст на бяло поле c2 · бял цар на черно поле a1 · черен кръст на черно поле c1 | 2 |
| 1 | черен топ на бяло поле a8 · черен кръст на бяло поле c8 · черен цар на черно поле h8 · черен кръст на черно поле c7 · черна пешка на черно поле g7 · черен топ на бяло поле a6 · черен кръст на бяло поле c6 · черен кръст на черно поле c5 · бяла дама на черно поле e5 · бял топ на черно поле g5 · черен кон на бяло поле h5 · черен кръст на бяло поле c4 · бял офицер на черно поле d4 · черен кръст на черно поле c3 · бяла пешка на бяло поле a2 · черен кръст на бяло поле c2 · бял цар на черно поле a1 · черен кръст на черно поле c1 | черен топ на бяло поле a8 · черен кръст на бяло поле c8 · черен цар на черно поле h8 · черен кръст на черно поле c7 · черна пешка на черно поле g7 · черен топ на бяло поле a6 · черен кръст на бяло поле c6 · черен кръст на черно поле c5 · бяла дама на черно поле e5 · бял топ на черно поле g5 · черен кон на бяло поле h5 · черен кръст на бяло поле c4 · бял офицер на черно поле d4 · черен кръст на черно поле c3 · бяла пешка на бяло поле a2 · черен кръст на бяло поле c2 · бял цар на черно поле a1 · черен кръст на черно поле c1 | черен топ на бяло поле a8 · черен кръст на бяло поле c8 · черен цар на черно поле h8 · черен кръст на черно поле c7 · черна пешка на черно поле g7 · черен топ на бяло поле a6 · черен кръст на бяло поле c6 · черен кръст на черно поле c5 · бяла дама на черно поле e5 · бял топ на черно поле g5 · черен кон на бяло поле h5 · черен кръст на бяло поле c4 · бял офицер на черно поле d4 · черен кръст на черно поле c3 · бяла пешка на бяло поле a2 · черен кръст на бяло поле c2 · бял цар на черно поле a1 · черен кръст на черно поле c1 | черен топ на бяло поле a8 · черен кръст на бяло поле c8 · черен цар на черно поле h8 · черен кръст на черно поле c7 · черна пешка на черно поле g7 · черен топ на бяло поле a6 · черен кръст на бяло поле c6 · черен кръст на черно поле c5 · бяла дама на черно поле e5 · бял топ на черно поле g5 · черен кон на бяло поле h5 · черен кръст на бяло поле c4 · бял офицер на черно поле d4 · черен кръст на черно поле c3 · бяла пешка на бяло поле a2 · черен кръст на бяло поле c2 · бял цар на черно поле a1 · черен кръст на черно поле c1 | черен топ на бяло поле a8 · черен кръст на бяло поле c8 · черен цар на черно поле h8 · черен кръст на черно поле c7 · черна пешка на черно поле g7 · черен топ на бяло поле a6 · черен кръст на бяло поле c6 · черен кръст на черно поле c5 · бяла дама на черно поле e5 · бял топ на черно поле g5 · черен кон на бяло поле h5 · черен кръст на бяло поле c4 · бял офицер на черно поле d4 · черен кръст на черно поле c3 · бяла пешка на бяло поле a2 · черен кръст на бяло поле c2 · бял цар на черно поле a1 · черен кръст на черно поле c1 | черен топ на бяло поле a8 · черен кръст на бяло поле c8 · черен цар на черно поле h8 · черен кръст на черно поле c7 · черна пешка на черно поле g7 · черен топ на бяло поле a6 · черен кръст на бяло поле c6 · черен кръст на черно поле c5 · бяла дама на черно поле e5 · бял топ на черно поле g5 · черен кон на бяло поле h5 · черен кръст на бяло поле c4 · бял офицер на черно поле d4 · черен кръст на черно поле c3 · бяла пешка на бяло поле a2 · черен кръст на бяло поле c2 · бял цар на черно поле a1 · черен кръст на черно поле c1 | черен топ на бяло поле a8 · черен кръст на бяло поле c8 · черен цар на черно поле h8 · черен кръст на черно поле c7 · черна пешка на черно поле g7 · черен топ на бяло поле a6 · черен кръст на бяло поле c6 · черен кръст на черно поле c5 · бяла дама на черно поле e5 · бял топ на черно поле g5 · черен кон на бяло поле h5 · черен кръст на бяло поле c4 · бял офицер на черно поле d4 · черен кръст на черно поле c3 · бяла пешка на бяло поле a2 · черен кръст на бяло поле c2 · бял цар на черно поле a1 · черен кръст на черно поле c1 | черен топ на бяло поле a8 · черен кръст на бяло поле c8 · черен цар на черно поле h8 · черен кръст на черно поле c7 · черна пешка на черно поле g7 · черен топ на бяло поле a6 · черен кръст на бяло поле c6 · черен кръст на черно поле c5 · бяла дама на черно поле e5 · бял топ на черно поле g5 · черен кон на бяло поле h5 · черен кръст на бяло поле c4 · бял офицер на черно поле d4 · черен кръст на черно поле c3 · бяла пешка на бяло поле a2 · черен кръст на бяло поле c2 · бял цар на черно поле a1 · черен кръст на черно поле c1 | 1 |
|   | a | b | c | d | e | f | g | h |   |

По вертикал и хоризонтал:
- топ + топ
- топ + дама
- топ + топ + дама („Оръдие на Алехин“)

По диагонал:
- офицер + дама

Възможни са и други комбинации, например офицер + офицер или дама + дама. Това обаче рядко се случва на практика поради факта, че изисква произвеждане на пешка.

## Пример от партия
В първата партия от мача за световната титла между шампиона Хосе Раул Капабланка и претендента Александър Алехин в Буенос Айрес през 1927 г. в позицията на диаграма 1 Капабланка изиграва хода
|   | a | b | c | d | e | f | g | h |   |
| 8 | бял топ на черно поле a7 · черна пешка на бяло поле f7 · черна пешка на черно поле g7 · черен цар на бяло поле h7 · черна пешка на черно поле b6 · черна дама на бяло поле g6 · черна пешка на черно поле c5 · черна пешка на бяло поле d5 · черен топ на черно поле e5 · бяла пешка на черно поле h4 · бяла пешка на черно поле g3 · бяла пешка на бяло поле a2 · бяла пешка на черно поле b2 · бяла пешка на черно поле f2 · бяла дама на бяло поле d1 · бял цар на черно поле g1 | бял топ на черно поле a7 · черна пешка на бяло поле f7 · черна пешка на черно поле g7 · черен цар на бяло поле h7 · черна пешка на черно поле b6 · черна дама на бяло поле g6 · черна пешка на черно поле c5 · черна пешка на бяло поле d5 · черен топ на черно поле e5 · бяла пешка на черно поле h4 · бяла пешка на черно поле g3 · бяла пешка на бяло поле a2 · бяла пешка на черно поле b2 · бяла пешка на черно поле f2 · бяла дама на бяло поле d1 · бял цар на черно поле g1 | бял топ на черно поле a7 · черна пешка на бяло поле f7 · черна пешка на черно поле g7 · черен цар на бяло поле h7 · черна пешка на черно поле b6 · черна дама на бяло поле g6 · черна пешка на черно поле c5 · черна пешка на бяло поле d5 · черен топ на черно поле e5 · бяла пешка на черно поле h4 · бяла пешка на черно поле g3 · бяла пешка на бяло поле a2 · бяла пешка на черно поле b2 · бяла пешка на черно поле f2 · бяла дама на бяло поле d1 · бял цар на черно поле g1 | бял топ на черно поле a7 · черна пешка на бяло поле f7 · черна пешка на черно поле g7 · черен цар на бяло поле h7 · черна пешка на черно поле b6 · черна дама на бяло поле g6 · черна пешка на черно поле c5 · черна пешка на бяло поле d5 · черен топ на черно поле e5 · бяла пешка на черно поле h4 · бяла пешка на черно поле g3 · бяла пешка на бяло поле a2 · бяла пешка на черно поле b2 · бяла пешка на черно поле f2 · бяла дама на бяло поле d1 · бял цар на черно поле g1 | бял топ на черно поле a7 · черна пешка на бяло поле f7 · черна пешка на черно поле g7 · черен цар на бяло поле h7 · черна пешка на черно поле b6 · черна дама на бяло поле g6 · черна пешка на черно поле c5 · черна пешка на бяло поле d5 · черен топ на черно поле e5 · бяла пешка на черно поле h4 · бяла пешка на черно поле g3 · бяла пешка на бяло поле a2 · бяла пешка на черно поле b2 · бяла пешка на черно поле f2 · бяла дама на бяло поле d1 · бял цар на черно поле g1 | бял топ на черно поле a7 · черна пешка на бяло поле f7 · черна пешка на черно поле g7 · черен цар на бяло поле h7 · черна пешка на черно поле b6 · черна дама на бяло поле g6 · черна пешка на черно поле c5 · черна пешка на бяло поле d5 · черен топ на черно поле e5 · бяла пешка на черно поле h4 · бяла пешка на черно поле g3 · бяла пешка на бяло поле a2 · бяла пешка на черно поле b2 · бяла пешка на черно поле f2 · бяла дама на бяло поле d1 · бял цар на черно поле g1 | бял топ на черно поле a7 · черна пешка на бяло поле f7 · черна пешка на черно поле g7 · черен цар на бяло поле h7 · черна пешка на черно поле b6 · черна дама на бяло поле g6 · черна пешка на черно поле c5 · черна пешка на бяло поле d5 · черен топ на черно поле e5 · бяла пешка на черно поле h4 · бяла пешка на черно поле g3 · бяла пешка на бяло поле a2 · бяла пешка на черно поле b2 · бяла пешка на черно поле f2 · бяла дама на бяло поле d1 · бял цар на черно поле g1 | бял топ на черно поле a7 · черна пешка на бяло поле f7 · черна пешка на черно поле g7 · черен цар на бяло поле h7 · черна пешка на черно поле b6 · черна дама на бяло поле g6 · черна пешка на черно поле c5 · черна пешка на бяло поле d5 · черен топ на черно поле e5 · бяла пешка на черно поле h4 · бяла пешка на черно поле g3 · бяла пешка на бяло поле a2 · бяла пешка на черно поле b2 · бяла пешка на черно поле f2 · бяла дама на бяло поле d1 · бял цар на черно поле g1 | 8 |
| 7 | бял топ на черно поле a7 · черна пешка на бяло поле f7 · черна пешка на черно поле g7 · черен цар на бяло поле h7 · черна пешка на черно поле b6 · черна дама на бяло поле g6 · черна пешка на черно поле c5 · черна пешка на бяло поле d5 · черен топ на черно поле e5 · бяла пешка на черно поле h4 · бяла пешка на черно поле g3 · бяла пешка на бяло поле a2 · бяла пешка на черно поле b2 · бяла пешка на черно поле f2 · бяла дама на бяло поле d1 · бял цар на черно поле g1 | бял топ на черно поле a7 · черна пешка на бяло поле f7 · черна пешка на черно поле g7 · черен цар на бяло поле h7 · черна пешка на черно поле b6 · черна дама на бяло поле g6 · черна пешка на черно поле c5 · черна пешка на бяло поле d5 · черен топ на черно поле e5 · бяла пешка на черно поле h4 · бяла пешка на черно поле g3 · бяла пешка на бяло поле a2 · бяла пешка на черно поле b2 · бяла пешка на черно поле f2 · бяла дама на бяло поле d1 · бял цар на черно поле g1 | бял топ на черно поле a7 · черна пешка на бяло поле f7 · черна пешка на черно поле g7 · черен цар на бяло поле h7 · черна пешка на черно поле b6 · черна дама на бяло поле g6 · черна пешка на черно поле c5 · черна пешка на бяло поле d5 · черен топ на черно поле e5 · бяла пешка на черно поле h4 · бяла пешка на черно поле g3 · бяла пешка на бяло поле a2 · бяла пешка на черно поле b2 · бяла пешка на черно поле f2 · бяла дама на бяло поле d1 · бял цар на черно поле g1 | бял топ на черно поле a7 · черна пешка на бяло поле f7 · черна пешка на черно поле g7 · черен цар на бяло поле h7 · черна пешка на черно поле b6 · черна дама на бяло поле g6 · черна пешка на черно поле c5 · черна пешка на бяло поле d5 · черен топ на черно поле e5 · бяла пешка на черно поле h4 · бяла пешка на черно поле g3 · бяла пешка на бяло поле a2 · бяла пешка на черно поле b2 · бяла пешка на черно поле f2 · бяла дама на бяло поле d1 · бял цар на черно поле g1 | бял топ на черно поле a7 · черна пешка на бяло поле f7 · черна пешка на черно поле g7 · черен цар на бяло поле h7 · черна пешка на черно поле b6 · черна дама на бяло поле g6 · черна пешка на черно поле c5 · черна пешка на бяло поле d5 · черен топ на черно поле e5 · бяла пешка на черно поле h4 · бяла пешка на черно поле g3 · бяла пешка на бяло поле a2 · бяла пешка на черно поле b2 · бяла пешка на черно поле f2 · бяла дама на бяло поле d1 · бял цар на черно поле g1 | бял топ на черно поле a7 · черна пешка на бяло поле f7 · черна пешка на черно поле g7 · черен цар на бяло поле h7 · черна пешка на черно поле b6 · черна дама на бяло поле g6 · черна пешка на черно поле c5 · черна пешка на бяло поле d5 · черен топ на черно поле e5 · бяла пешка на черно поле h4 · бяла пешка на черно поле g3 · бяла пешка на бяло поле a2 · бяла пешка на черно поле b2 · бяла пешка на черно поле f2 · бяла дама на бяло поле d1 · бял цар на черно поле g1 | бял топ на черно поле a7 · черна пешка на бяло поле f7 · черна пешка на черно поле g7 · черен цар на бяло поле h7 · черна пешка на черно поле b6 · черна дама на бяло поле g6 · черна пешка на черно поле c5 · черна пешка на бяло поле d5 · черен топ на черно поле e5 · бяла пешка на черно поле h4 · бяла пешка на черно поле g3 · бяла пешка на бяло поле a2 · бяла пешка на черно поле b2 · бяла пешка на черно поле f2 · бяла дама на бяло поле d1 · бял цар на черно поле g1 | бял топ на черно поле a7 · черна пешка на бяло поле f7 · черна пешка на черно поле g7 · черен цар на бяло поле h7 · черна пешка на черно поле b6 · черна дама на бяло поле g6 · черна пешка на черно поле c5 · черна пешка на бяло поле d5 · черен топ на черно поле e5 · бяла пешка на черно поле h4 · бяла пешка на черно поле g3 · бяла пешка на бяло поле a2 · бяла пешка на черно поле b2 · бяла пешка на черно поле f2 · бяла дама на бяло поле d1 · бял цар на черно поле g1 | 7 |
| 6 | бял топ на черно поле a7 · черна пешка на бяло поле f7 · черна пешка на черно поле g7 · черен цар на бяло поле h7 · черна пешка на черно поле b6 · черна дама на бяло поле g6 · черна пешка на черно поле c5 · черна пешка на бяло поле d5 · черен топ на черно поле e5 · бяла пешка на черно поле h4 · бяла пешка на черно поле g3 · бяла пешка на бяло поле a2 · бяла пешка на черно поле b2 · бяла пешка на черно поле f2 · бяла дама на бяло поле d1 · бял цар на черно поле g1 | бял топ на черно поле a7 · черна пешка на бяло поле f7 · черна пешка на черно поле g7 · черен цар на бяло поле h7 · черна пешка на черно поле b6 · черна дама на бяло поле g6 · черна пешка на черно поле c5 · черна пешка на бяло поле d5 · черен топ на черно поле e5 · бяла пешка на черно поле h4 · бяла пешка на черно поле g3 · бяла пешка на бяло поле a2 · бяла пешка на черно поле b2 · бяла пешка на черно поле f2 · бяла дама на бяло поле d1 · бял цар на черно поле g1 | бял топ на черно поле a7 · черна пешка на бяло поле f7 · черна пешка на черно поле g7 · черен цар на бяло поле h7 · черна пешка на черно поле b6 · черна дама на бяло поле g6 · черна пешка на черно поле c5 · черна пешка на бяло поле d5 · черен топ на черно поле e5 · бяла пешка на черно поле h4 · бяла пешка на черно поле g3 · бяла пешка на бяло поле a2 · бяла пешка на черно поле b2 · бяла пешка на черно поле f2 · бяла дама на бяло поле d1 · бял цар на черно поле g1 | бял топ на черно поле a7 · черна пешка на бяло поле f7 · черна пешка на черно поле g7 · черен цар на бяло поле h7 · черна пешка на черно поле b6 · черна дама на бяло поле g6 · черна пешка на черно поле c5 · черна пешка на бяло поле d5 · черен топ на черно поле e5 · бяла пешка на черно поле h4 · бяла пешка на черно поле g3 · бяла пешка на бяло поле a2 · бяла пешка на черно поле b2 · бяла пешка на черно поле f2 · бяла дама на бяло поле d1 · бял цар на черно поле g1 | бял топ на черно поле a7 · черна пешка на бяло поле f7 · черна пешка на черно поле g7 · черен цар на бяло поле h7 · черна пешка на черно поле b6 · черна дама на бяло поле g6 · черна пешка на черно поле c5 · черна пешка на бяло поле d5 · черен топ на черно поле e5 · бяла пешка на черно поле h4 · бяла пешка на черно поле g3 · бяла пешка на бяло поле a2 · бяла пешка на черно поле b2 · бяла пешка на черно поле f2 · бяла дама на бяло поле d1 · бял цар на черно поле g1 | бял топ на черно поле a7 · черна пешка на бяло поле f7 · черна пешка на черно поле g7 · черен цар на бяло поле h7 · черна пешка на черно поле b6 · черна дама на бяло поле g6 · черна пешка на черно поле c5 · черна пешка на бяло поле d5 · черен топ на черно поле e5 · бяла пешка на черно поле h4 · бяла пешка на черно поле g3 · бяла пешка на бяло поле a2 · бяла пешка на черно поле b2 · бяла пешка на черно поле f2 · бяла дама на бяло поле d1 · бял цар на черно поле g1 | бял топ на черно поле a7 · черна пешка на бяло поле f7 · черна пешка на черно поле g7 · черен цар на бяло поле h7 · черна пешка на черно поле b6 · черна дама на бяло поле g6 · черна пешка на черно поле c5 · черна пешка на бяло поле d5 · черен топ на черно поле e5 · бяла пешка на черно поле h4 · бяла пешка на черно поле g3 · бяла пешка на бяло поле a2 · бяла пешка на черно поле b2 · бяла пешка на черно поле f2 · бяла дама на бяло поле d1 · бял цар на черно поле g1 | бял топ на черно поле a7 · черна пешка на бяло поле f7 · черна пешка на черно поле g7 · черен цар на бяло поле h7 · черна пешка на черно поле b6 · черна дама на бяло поле g6 · черна пешка на черно поле c5 · черна пешка на бяло поле d5 · черен топ на черно поле e5 · бяла пешка на черно поле h4 · бяла пешка на черно поле g3 · бяла пешка на бяло поле a2 · бяла пешка на черно поле b2 · бяла пешка на черно поле f2 · бяла дама на бяло поле d1 · бял цар на черно поле g1 | 6 |
| 5 | бял топ на черно поле a7 · черна пешка на бяло поле f7 · черна пешка на черно поле g7 · черен цар на бяло поле h7 · черна пешка на черно поле b6 · черна дама на бяло поле g6 · черна пешка на черно поле c5 · черна пешка на бяло поле d5 · черен топ на черно поле e5 · бяла пешка на черно поле h4 · бяла пешка на черно поле g3 · бяла пешка на бяло поле a2 · бяла пешка на черно поле b2 · бяла пешка на черно поле f2 · бяла дама на бяло поле d1 · бял цар на черно поле g1 | бял топ на черно поле a7 · черна пешка на бяло поле f7 · черна пешка на черно поле g7 · черен цар на бяло поле h7 · черна пешка на черно поле b6 · черна дама на бяло поле g6 · черна пешка на черно поле c5 · черна пешка на бяло поле d5 · черен топ на черно поле e5 · бяла пешка на черно поле h4 · бяла пешка на черно поле g3 · бяла пешка на бяло поле a2 · бяла пешка на черно поле b2 · бяла пешка на черно поле f2 · бяла дама на бяло поле d1 · бял цар на черно поле g1 | бял топ на черно поле a7 · черна пешка на бяло поле f7 · черна пешка на черно поле g7 · черен цар на бяло поле h7 · черна пешка на черно поле b6 · черна дама на бяло поле g6 · черна пешка на черно поле c5 · черна пешка на бяло поле d5 · черен топ на черно поле e5 · бяла пешка на черно поле h4 · бяла пешка на черно поле g3 · бяла пешка на бяло поле a2 · бяла пешка на черно поле b2 · бяла пешка на черно поле f2 · бяла дама на бяло поле d1 · бял цар на черно поле g1 | бял топ на черно поле a7 · черна пешка на бяло поле f7 · черна пешка на черно поле g7 · черен цар на бяло поле h7 · черна пешка на черно поле b6 · черна дама на бяло поле g6 · черна пешка на черно поле c5 · черна пешка на бяло поле d5 · черен топ на черно поле e5 · бяла пешка на черно поле h4 · бяла пешка на черно поле g3 · бяла пешка на бяло поле a2 · бяла пешка на черно поле b2 · бяла пешка на черно поле f2 · бяла дама на бяло поле d1 · бял цар на черно поле g1 | бял топ на черно поле a7 · черна пешка на бяло поле f7 · черна пешка на черно поле g7 · черен цар на бяло поле h7 · черна пешка на черно поле b6 · черна дама на бяло поле g6 · черна пешка на черно поле c5 · черна пешка на бяло поле d5 · черен топ на черно поле e5 · бяла пешка на черно поле h4 · бяла пешка на черно поле g3 · бяла пешка на бяло поле a2 · бяла пешка на черно поле b2 · бяла пешка на черно поле f2 · бяла дама на бяло поле d1 · бял цар на черно поле g1 | бял топ на черно поле a7 · черна пешка на бяло поле f7 · черна пешка на черно поле g7 · черен цар на бяло поле h7 · черна пешка на черно поле b6 · черна дама на бяло поле g6 · черна пешка на черно поле c5 · черна пешка на бяло поле d5 · черен топ на черно поле e5 · бяла пешка на черно поле h4 · бяла пешка на черно поле g3 · бяла пешка на бяло поле a2 · бяла пешка на черно поле b2 · бяла пешка на черно поле f2 · бяла дама на бяло поле d1 · бял цар на черно поле g1 | бял топ на черно поле a7 · черна пешка на бяло поле f7 · черна пешка на черно поле g7 · черен цар на бяло поле h7 · черна пешка на черно поле b6 · черна дама на бяло поле g6 · черна пешка на черно поле c5 · черна пешка на бяло поле d5 · черен топ на черно поле e5 · бяла пешка на черно поле h4 · бяла пешка на черно поле g3 · бяла пешка на бяло поле a2 · бяла пешка на черно поле b2 · бяла пешка на черно поле f2 · бяла дама на бяло поле d1 · бял цар на черно поле g1 | бял топ на черно поле a7 · черна пешка на бяло поле f7 · черна пешка на черно поле g7 · черен цар на бяло поле h7 · черна пешка на черно поле b6 · черна дама на бяло поле g6 · черна пешка на черно поле c5 · черна пешка на бяло поле d5 · черен топ на черно поле e5 · бяла пешка на черно поле h4 · бяла пешка на черно поле g3 · бяла пешка на бяло поле a2 · бяла пешка на черно поле b2 · бяла пешка на черно поле f2 · бяла дама на бяло поле d1 · бял цар на черно поле g1 | 5 |
| 4 | бял топ на черно поле a7 · черна пешка на бяло поле f7 · черна пешка на черно поле g7 · черен цар на бяло поле h7 · черна пешка на черно поле b6 · черна дама на бяло поле g6 · черна пешка на черно поле c5 · черна пешка на бяло поле d5 · черен топ на черно поле e5 · бяла пешка на черно поле h4 · бяла пешка на черно поле g3 · бяла пешка на бяло поле a2 · бяла пешка на черно поле b2 · бяла пешка на черно поле f2 · бяла дама на бяло поле d1 · бял цар на черно поле g1 | бял топ на черно поле a7 · черна пешка на бяло поле f7 · черна пешка на черно поле g7 · черен цар на бяло поле h7 · черна пешка на черно поле b6 · черна дама на бяло поле g6 · черна пешка на черно поле c5 · черна пешка на бяло поле d5 · черен топ на черно поле e5 · бяла пешка на черно поле h4 · бяла пешка на черно поле g3 · бяла пешка на бяло поле a2 · бяла пешка на черно поле b2 · бяла пешка на черно поле f2 · бяла дама на бяло поле d1 · бял цар на черно поле g1 | бял топ на черно поле a7 · черна пешка на бяло поле f7 · черна пешка на черно поле g7 · черен цар на бяло поле h7 · черна пешка на черно поле b6 · черна дама на бяло поле g6 · черна пешка на черно поле c5 · черна пешка на бяло поле d5 · черен топ на черно поле e5 · бяла пешка на черно поле h4 · бяла пешка на черно поле g3 · бяла пешка на бяло поле a2 · бяла пешка на черно поле b2 · бяла пешка на черно поле f2 · бяла дама на бяло поле d1 · бял цар на черно поле g1 | бял топ на черно поле a7 · черна пешка на бяло поле f7 · черна пешка на черно поле g7 · черен цар на бяло поле h7 · черна пешка на черно поле b6 · черна дама на бяло поле g6 · черна пешка на черно поле c5 · черна пешка на бяло поле d5 · черен топ на черно поле e5 · бяла пешка на черно поле h4 · бяла пешка на черно поле g3 · бяла пешка на бяло поле a2 · бяла пешка на черно поле b2 · бяла пешка на черно поле f2 · бяла дама на бяло поле d1 · бял цар на черно поле g1 | бял топ на черно поле a7 · черна пешка на бяло поле f7 · черна пешка на черно поле g7 · черен цар на бяло поле h7 · черна пешка на черно поле b6 · черна дама на бяло поле g6 · черна пешка на черно поле c5 · черна пешка на бяло поле d5 · черен топ на черно поле e5 · бяла пешка на черно поле h4 · бяла пешка на черно поле g3 · бяла пешка на бяло поле a2 · бяла пешка на черно поле b2 · бяла пешка на черно поле f2 · бяла дама на бяло поле d1 · бял цар на черно поле g1 | бял топ на черно поле a7 · черна пешка на бяло поле f7 · черна пешка на черно поле g7 · черен цар на бяло поле h7 · черна пешка на черно поле b6 · черна дама на бяло поле g6 · черна пешка на черно поле c5 · черна пешка на бяло поле d5 · черен топ на черно поле e5 · бяла пешка на черно поле h4 · бяла пешка на черно поле g3 · бяла пешка на бяло поле a2 · бяла пешка на черно поле b2 · бяла пешка на черно поле f2 · бяла дама на бяло поле d1 · бял цар на черно поле g1 | бял топ на черно поле a7 · черна пешка на бяло поле f7 · черна пешка на черно поле g7 · черен цар на бяло поле h7 · черна пешка на черно поле b6 · черна дама на бяло поле g6 · черна пешка на черно поле c5 · черна пешка на бяло поле d5 · черен топ на черно поле e5 · бяла пешка на черно поле h4 · бяла пешка на черно поле g3 · бяла пешка на бяло поле a2 · бяла пешка на черно поле b2 · бяла пешка на черно поле f2 · бяла дама на бяло поле d1 · бял цар на черно поле g1 | бял топ на черно поле a7 · черна пешка на бяло поле f7 · черна пешка на черно поле g7 · черен цар на бяло поле h7 · черна пешка на черно поле b6 · черна дама на бяло поле g6 · черна пешка на черно поле c5 · черна пешка на бяло поле d5 · черен топ на черно поле e5 · бяла пешка на черно поле h4 · бяла пешка на черно поле g3 · бяла пешка на бяло поле a2 · бяла пешка на черно поле b2 · бяла пешка на черно поле f2 · бяла дама на бяло поле d1 · бял цар на черно поле g1 | 4 |
| 3 | бял топ на черно поле a7 · черна пешка на бяло поле f7 · черна пешка на черно поле g7 · черен цар на бяло поле h7 · черна пешка на черно поле b6 · черна дама на бяло поле g6 · черна пешка на черно поле c5 · черна пешка на бяло поле d5 · черен топ на черно поле e5 · бяла пешка на черно поле h4 · бяла пешка на черно поле g3 · бяла пешка на бяло поле a2 · бяла пешка на черно поле b2 · бяла пешка на черно поле f2 · бяла дама на бяло поле d1 · бял цар на черно поле g1 | бял топ на черно поле a7 · черна пешка на бяло поле f7 · черна пешка на черно поле g7 · черен цар на бяло поле h7 · черна пешка на черно поле b6 · черна дама на бяло поле g6 · черна пешка на черно поле c5 · черна пешка на бяло поле d5 · черен топ на черно поле e5 · бяла пешка на черно поле h4 · бяла пешка на черно поле g3 · бяла пешка на бяло поле a2 · бяла пешка на черно поле b2 · бяла пешка на черно поле f2 · бяла дама на бяло поле d1 · бял цар на черно поле g1 | бял топ на черно поле a7 · черна пешка на бяло поле f7 · черна пешка на черно поле g7 · черен цар на бяло поле h7 · черна пешка на черно поле b6 · черна дама на бяло поле g6 · черна пешка на черно поле c5 · черна пешка на бяло поле d5 · черен топ на черно поле e5 · бяла пешка на черно поле h4 · бяла пешка на черно поле g3 · бяла пешка на бяло поле a2 · бяла пешка на черно поле b2 · бяла пешка на черно поле f2 · бяла дама на бяло поле d1 · бял цар на черно поле g1 | бял топ на черно поле a7 · черна пешка на бяло поле f7 · черна пешка на черно поле g7 · черен цар на бяло поле h7 · черна пешка на черно поле b6 · черна дама на бяло поле g6 · черна пешка на черно поле c5 · черна пешка на бяло поле d5 · черен топ на черно поле e5 · бяла пешка на черно поле h4 · бяла пешка на черно поле g3 · бяла пешка на бяло поле a2 · бяла пешка на черно поле b2 · бяла пешка на черно поле f2 · бяла дама на бяло поле d1 · бял цар на черно поле g1 | бял топ на черно поле a7 · черна пешка на бяло поле f7 · черна пешка на черно поле g7 · черен цар на бяло поле h7 · черна пешка на черно поле b6 · черна дама на бяло поле g6 · черна пешка на черно поле c5 · черна пешка на бяло поле d5 · черен топ на черно поле e5 · бяла пешка на черно поле h4 · бяла пешка на черно поле g3 · бяла пешка на бяло поле a2 · бяла пешка на черно поле b2 · бяла пешка на черно поле f2 · бяла дама на бяло поле d1 · бял цар на черно поле g1 | бял топ на черно поле a7 · черна пешка на бяло поле f7 · черна пешка на черно поле g7 · черен цар на бяло поле h7 · черна пешка на черно поле b6 · черна дама на бяло поле g6 · черна пешка на черно поле c5 · черна пешка на бяло поле d5 · черен топ на черно поле e5 · бяла пешка на черно поле h4 · бяла пешка на черно поле g3 · бяла пешка на бяло поле a2 · бяла пешка на черно поле b2 · бяла пешка на черно поле f2 · бяла дама на бяло поле d1 · бял цар на черно поле g1 | бял топ на черно поле a7 · черна пешка на бяло поле f7 · черна пешка на черно поле g7 · черен цар на бяло поле h7 · черна пешка на черно поле b6 · черна дама на бяло поле g6 · черна пешка на черно поле c5 · черна пешка на бяло поле d5 · черен топ на черно поле e5 · бяла пешка на черно поле h4 · бяла пешка на черно поле g3 · бяла пешка на бяло поле a2 · бяла пешка на черно поле b2 · бяла пешка на черно поле f2 · бяла дама на бяло поле d1 · бял цар на черно поле g1 | бял топ на черно поле a7 · черна пешка на бяло поле f7 · черна пешка на черно поле g7 · черен цар на бяло поле h7 · черна пешка на черно поле b6 · черна дама на бяло поле g6 · черна пешка на черно поле c5 · черна пешка на бяло поле d5 · черен топ на черно поле e5 · бяла пешка на черно поле h4 · бяла пешка на черно поле g3 · бяла пешка на бяло поле a2 · бяла пешка на черно поле b2 · бяла пешка на черно поле f2 · бяла дама на бяло поле d1 · бял цар на черно поле g1 | 3 |
| 2 | бял топ на черно поле a7 · черна пешка на бяло поле f7 · черна пешка на черно поле g7 · черен цар на бяло поле h7 · черна пешка на черно поле b6 · черна дама на бяло поле g6 · черна пешка на черно поле c5 · черна пешка на бяло поле d5 · черен топ на черно поле e5 · бяла пешка на черно поле h4 · бяла пешка на черно поле g3 · бяла пешка на бяло поле a2 · бяла пешка на черно поле b2 · бяла пешка на черно поле f2 · бяла дама на бяло поле d1 · бял цар на черно поле g1 | бял топ на черно поле a7 · черна пешка на бяло поле f7 · черна пешка на черно поле g7 · черен цар на бяло поле h7 · черна пешка на черно поле b6 · черна дама на бяло поле g6 · черна пешка на черно поле c5 · черна пешка на бяло поле d5 · черен топ на черно поле e5 · бяла пешка на черно поле h4 · бяла пешка на черно поле g3 · бяла пешка на бяло поле a2 · бяла пешка на черно поле b2 · бяла пешка на черно поле f2 · бяла дама на бяло поле d1 · бял цар на черно поле g1 | бял топ на черно поле a7 · черна пешка на бяло поле f7 · черна пешка на черно поле g7 · черен цар на бяло поле h7 · черна пешка на черно поле b6 · черна дама на бяло поле g6 · черна пешка на черно поле c5 · черна пешка на бяло поле d5 · черен топ на черно поле e5 · бяла пешка на черно поле h4 · бяла пешка на черно поле g3 · бяла пешка на бяло поле a2 · бяла пешка на черно поле b2 · бяла пешка на черно поле f2 · бяла дама на бяло поле d1 · бял цар на черно поле g1 | бял топ на черно поле a7 · черна пешка на бяло поле f7 · черна пешка на черно поле g7 · черен цар на бяло поле h7 · черна пешка на черно поле b6 · черна дама на бяло поле g6 · черна пешка на черно поле c5 · черна пешка на бяло поле d5 · черен топ на черно поле e5 · бяла пешка на черно поле h4 · бяла пешка на черно поле g3 · бяла пешка на бяло поле a2 · бяла пешка на черно поле b2 · бяла пешка на черно поле f2 · бяла дама на бяло поле d1 · бял цар на черно поле g1 | бял топ на черно поле a7 · черна пешка на бяло поле f7 · черна пешка на черно поле g7 · черен цар на бяло поле h7 · черна пешка на черно поле b6 · черна дама на бяло поле g6 · черна пешка на черно поле c5 · черна пешка на бяло поле d5 · черен топ на черно поле e5 · бяла пешка на черно поле h4 · бяла пешка на черно поле g3 · бяла пешка на бяло поле a2 · бяла пешка на черно поле b2 · бяла пешка на черно поле f2 · бяла дама на бяло поле d1 · бял цар на черно поле g1 | бял топ на черно поле a7 · черна пешка на бяло поле f7 · черна пешка на черно поле g7 · черен цар на бяло поле h7 · черна пешка на черно поле b6 · черна дама на бяло поле g6 · черна пешка на черно поле c5 · черна пешка на бяло поле d5 · черен топ на черно поле e5 · бяла пешка на черно поле h4 · бяла пешка на черно поле g3 · бяла пешка на бяло поле a2 · бяла пешка на черно поле b2 · бяла пешка на черно поле f2 · бяла дама на бяло поле d1 · бял цар на черно поле g1 | бял топ на черно поле a7 · черна пешка на бяло поле f7 · черна пешка на черно поле g7 · черен цар на бяло поле h7 · черна пешка на черно поле b6 · черна дама на бяло поле g6 · черна пешка на черно поле c5 · черна пешка на бяло поле d5 · черен топ на черно поле e5 · бяла пешка на черно поле h4 · бяла пешка на черно поле g3 · бяла пешка на бяло поле a2 · бяла пешка на черно поле b2 · бяла пешка на черно поле f2 · бяла дама на бяло поле d1 · бял цар на черно поле g1 | бял топ на черно поле a7 · черна пешка на бяло поле f7 · черна пешка на черно поле g7 · черен цар на бяло поле h7 · черна пешка на черно поле b6 · черна дама на бяло поле g6 · черна пешка на черно поле c5 · черна пешка на бяло поле d5 · черен топ на черно поле e5 · бяла пешка на черно поле h4 · бяла пешка на черно поле g3 · бяла пешка на бяло поле a2 · бяла пешка на черно поле b2 · бяла пешка на черно поле f2 · бяла дама на бяло поле d1 · бял цар на черно поле g1 | 2 |
| 1 | бял топ на черно поле a7 · черна пешка на бяло поле f7 · черна пешка на черно поле g7 · черен цар на бяло поле h7 · черна пешка на черно поле b6 · черна дама на бяло поле g6 · черна пешка на черно поле c5 · черна пешка на бяло поле d5 · черен топ на черно поле e5 · бяла пешка на черно поле h4 · бяла пешка на черно поле g3 · бяла пешка на бяло поле a2 · бяла пешка на черно поле b2 · бяла пешка на черно поле f2 · бяла дама на бяло поле d1 · бял цар на черно поле g1 | бял топ на черно поле a7 · черна пешка на бяло поле f7 · черна пешка на черно поле g7 · черен цар на бяло поле h7 · черна пешка на черно поле b6 · черна дама на бяло поле g6 · черна пешка на черно поле c5 · черна пешка на бяло поле d5 · черен топ на черно поле e5 · бяла пешка на черно поле h4 · бяла пешка на черно поле g3 · бяла пешка на бяло поле a2 · бяла пешка на черно поле b2 · бяла пешка на черно поле f2 · бяла дама на бяло поле d1 · бял цар на черно поле g1 | бял топ на черно поле a7 · черна пешка на бяло поле f7 · черна пешка на черно поле g7 · черен цар на бяло поле h7 · черна пешка на черно поле b6 · черна дама на бяло поле g6 · черна пешка на черно поле c5 · черна пешка на бяло поле d5 · черен топ на черно поле e5 · бяла пешка на черно поле h4 · бяла пешка на черно поле g3 · бяла пешка на бяло поле a2 · бяла пешка на черно поле b2 · бяла пешка на черно поле f2 · бяла дама на бяло поле d1 · бял цар на черно поле g1 | бял топ на черно поле a7 · черна пешка на бяло поле f7 · черна пешка на черно поле g7 · черен цар на бяло поле h7 · черна пешка на черно поле b6 · черна дама на бяло поле g6 · черна пешка на черно поле c5 · черна пешка на бяло поле d5 · черен топ на черно поле e5 · бяла пешка на черно поле h4 · бяла пешка на черно поле g3 · бяла пешка на бяло поле a2 · бяла пешка на черно поле b2 · бяла пешка на черно поле f2 · бяла дама на бяло поле d1 · бял цар на черно поле g1 | бял топ на черно поле a7 · черна пешка на бяло поле f7 · черна пешка на черно поле g7 · черен цар на бяло поле h7 · черна пешка на черно поле b6 · черна дама на бяло поле g6 · черна пешка на черно поле c5 · черна пешка на бяло поле d5 · черен топ на черно поле e5 · бяла пешка на черно поле h4 · бяла пешка на черно поле g3 · бяла пешка на бяло поле a2 · бяла пешка на черно поле b2 · бяла пешка на черно поле f2 · бяла дама на бяло поле d1 · бял цар на черно поле g1 | бял топ на черно поле a7 · черна пешка на бяло поле f7 · черна пешка на черно поле g7 · черен цар на бяло поле h7 · черна пешка на черно поле b6 · черна дама на бяло поле g6 · черна пешка на черно поле c5 · черна пешка на бяло поле d5 · черен топ на черно поле e5 · бяла пешка на черно поле h4 · бяла пешка на черно поле g3 · бяла пешка на бяло поле a2 · бяла пешка на черно поле b2 · бяла пешка на черно поле f2 · бяла дама на бяло поле d1 · бял цар на черно поле g1 | бял топ на черно поле a7 · черна пешка на бяло поле f7 · черна пешка на черно поле g7 · черен цар на бяло поле h7 · черна пешка на черно поле b6 · черна дама на бяло поле g6 · черна пешка на черно поле c5 · черна пешка на бяло поле d5 · черен топ на черно поле e5 · бяла пешка на черно поле h4 · бяла пешка на черно поле g3 · бяла пешка на бяло поле a2 · бяла пешка на черно поле b2 · бяла пешка на черно поле f2 · бяла дама на бяло поле d1 · бял цар на черно поле g1 | бял топ на черно поле a7 · черна пешка на бяло поле f7 · черна пешка на черно поле g7 · черен цар на бяло поле h7 · черна пешка на черно поле b6 · черна дама на бяло поле g6 · черна пешка на черно поле c5 · черна пешка на бяло поле d5 · черен топ на черно поле e5 · бяла пешка на черно поле h4 · бяла пешка на черно поле g3 · бяла пешка на бяло поле a2 · бяла пешка на черно поле b2 · бяла пешка на черно поле f2 · бяла дама на бяло поле d1 · бял цар на черно поле g1 | 1 |
|   | a | b | c | d | e | f | g | h |   |

|   | a | b | c | d | e | f | g | h |   |
| 8 | бял топ на черно поле d8 · черна пешка на бяло поле f7 · черна пешка на черно поле g7 · черен цар на бяло поле h7 · черна пешка на черно поле b6 · черна пешка на черно поле c5 · черна пешка на бяло поле d5 · бяла пешка на бяло поле h5 · бяла пешка на бяло поле a4 · бяла пешка на бяло поле g4 · черна дама на черно поле e3 · бяла пешка на бяло поле f3 · бял цар на бяло поле h3 · бяла пешка на черно поле b2 · черен топ на бяло поле e2 · бяла дама на бяло поле d1 | бял топ на черно поле d8 · черна пешка на бяло поле f7 · черна пешка на черно поле g7 · черен цар на бяло поле h7 · черна пешка на черно поле b6 · черна пешка на черно поле c5 · черна пешка на бяло поле d5 · бяла пешка на бяло поле h5 · бяла пешка на бяло поле a4 · бяла пешка на бяло поле g4 · черна дама на черно поле e3 · бяла пешка на бяло поле f3 · бял цар на бяло поле h3 · бяла пешка на черно поле b2 · черен топ на бяло поле e2 · бяла дама на бяло поле d1 | бял топ на черно поле d8 · черна пешка на бяло поле f7 · черна пешка на черно поле g7 · черен цар на бяло поле h7 · черна пешка на черно поле b6 · черна пешка на черно поле c5 · черна пешка на бяло поле d5 · бяла пешка на бяло поле h5 · бяла пешка на бяло поле a4 · бяла пешка на бяло поле g4 · черна дама на черно поле e3 · бяла пешка на бяло поле f3 · бял цар на бяло поле h3 · бяла пешка на черно поле b2 · черен топ на бяло поле e2 · бяла дама на бяло поле d1 | бял топ на черно поле d8 · черна пешка на бяло поле f7 · черна пешка на черно поле g7 · черен цар на бяло поле h7 · черна пешка на черно поле b6 · черна пешка на черно поле c5 · черна пешка на бяло поле d5 · бяла пешка на бяло поле h5 · бяла пешка на бяло поле a4 · бяла пешка на бяло поле g4 · черна дама на черно поле e3 · бяла пешка на бяло поле f3 · бял цар на бяло поле h3 · бяла пешка на черно поле b2 · черен топ на бяло поле e2 · бяла дама на бяло поле d1 | бял топ на черно поле d8 · черна пешка на бяло поле f7 · черна пешка на черно поле g7 · черен цар на бяло поле h7 · черна пешка на черно поле b6 · черна пешка на черно поле c5 · черна пешка на бяло поле d5 · бяла пешка на бяло поле h5 · бяла пешка на бяло поле a4 · бяла пешка на бяло поле g4 · черна дама на черно поле e3 · бяла пешка на бяло поле f3 · бял цар на бяло поле h3 · бяла пешка на черно поле b2 · черен топ на бяло поле e2 · бяла дама на бяло поле d1 | бял топ на черно поле d8 · черна пешка на бяло поле f7 · черна пешка на черно поле g7 · черен цар на бяло поле h7 · черна пешка на черно поле b6 · черна пешка на черно поле c5 · черна пешка на бяло поле d5 · бяла пешка на бяло поле h5 · бяла пешка на бяло поле a4 · бяла пешка на бяло поле g4 · черна дама на черно поле e3 · бяла пешка на бяло поле f3 · бял цар на бяло поле h3 · бяла пешка на черно поле b2 · черен топ на бяло поле e2 · бяла дама на бяло поле d1 | бял топ на черно поле d8 · черна пешка на бяло поле f7 · черна пешка на черно поле g7 · черен цар на бяло поле h7 · черна пешка на черно поле b6 · черна пешка на черно поле c5 · черна пешка на бяло поле d5 · бяла пешка на бяло поле h5 · бяла пешка на бяло поле a4 · бяла пешка на бяло поле g4 · черна дама на черно поле e3 · бяла пешка на бяло поле f3 · бял цар на бяло поле h3 · бяла пешка на черно поле b2 · черен топ на бяло поле e2 · бяла дама на бяло поле d1 | бял топ на черно поле d8 · черна пешка на бяло поле f7 · черна пешка на черно поле g7 · черен цар на бяло поле h7 · черна пешка на черно поле b6 · черна пешка на черно поле c5 · черна пешка на бяло поле d5 · бяла пешка на бяло поле h5 · бяла пешка на бяло поле a4 · бяла пешка на бяло поле g4 · черна дама на черно поле e3 · бяла пешка на бяло поле f3 · бял цар на бяло поле h3 · бяла пешка на черно поле b2 · черен топ на бяло поле e2 · бяла дама на бяло поле d1 | 8 |
| 7 | бял топ на черно поле d8 · черна пешка на бяло поле f7 · черна пешка на черно поле g7 · черен цар на бяло поле h7 · черна пешка на черно поле b6 · черна пешка на черно поле c5 · черна пешка на бяло поле d5 · бяла пешка на бяло поле h5 · бяла пешка на бяло поле a4 · бяла пешка на бяло поле g4 · черна дама на черно поле e3 · бяла пешка на бяло поле f3 · бял цар на бяло поле h3 · бяла пешка на черно поле b2 · черен топ на бяло поле e2 · бяла дама на бяло поле d1 | бял топ на черно поле d8 · черна пешка на бяло поле f7 · черна пешка на черно поле g7 · черен цар на бяло поле h7 · черна пешка на черно поле b6 · черна пешка на черно поле c5 · черна пешка на бяло поле d5 · бяла пешка на бяло поле h5 · бяла пешка на бяло поле a4 · бяла пешка на бяло поле g4 · черна дама на черно поле e3 · бяла пешка на бяло поле f3 · бял цар на бяло поле h3 · бяла пешка на черно поле b2 · черен топ на бяло поле e2 · бяла дама на бяло поле d1 | бял топ на черно поле d8 · черна пешка на бяло поле f7 · черна пешка на черно поле g7 · черен цар на бяло поле h7 · черна пешка на черно поле b6 · черна пешка на черно поле c5 · черна пешка на бяло поле d5 · бяла пешка на бяло поле h5 · бяла пешка на бяло поле a4 · бяла пешка на бяло поле g4 · черна дама на черно поле e3 · бяла пешка на бяло поле f3 · бял цар на бяло поле h3 · бяла пешка на черно поле b2 · черен топ на бяло поле e2 · бяла дама на бяло поле d1 | бял топ на черно поле d8 · черна пешка на бяло поле f7 · черна пешка на черно поле g7 · черен цар на бяло поле h7 · черна пешка на черно поле b6 · черна пешка на черно поле c5 · черна пешка на бяло поле d5 · бяла пешка на бяло поле h5 · бяла пешка на бяло поле a4 · бяла пешка на бяло поле g4 · черна дама на черно поле e3 · бяла пешка на бяло поле f3 · бял цар на бяло поле h3 · бяла пешка на черно поле b2 · черен топ на бяло поле e2 · бяла дама на бяло поле d1 | бял топ на черно поле d8 · черна пешка на бяло поле f7 · черна пешка на черно поле g7 · черен цар на бяло поле h7 · черна пешка на черно поле b6 · черна пешка на черно поле c5 · черна пешка на бяло поле d5 · бяла пешка на бяло поле h5 · бяла пешка на бяло поле a4 · бяла пешка на бяло поле g4 · черна дама на черно поле e3 · бяла пешка на бяло поле f3 · бял цар на бяло поле h3 · бяла пешка на черно поле b2 · черен топ на бяло поле e2 · бяла дама на бяло поле d1 | бял топ на черно поле d8 · черна пешка на бяло поле f7 · черна пешка на черно поле g7 · черен цар на бяло поле h7 · черна пешка на черно поле b6 · черна пешка на черно поле c5 · черна пешка на бяло поле d5 · бяла пешка на бяло поле h5 · бяла пешка на бяло поле a4 · бяла пешка на бяло поле g4 · черна дама на черно поле e3 · бяла пешка на бяло поле f3 · бял цар на бяло поле h3 · бяла пешка на черно поле b2 · черен топ на бяло поле e2 · бяла дама на бяло поле d1 | бял топ на черно поле d8 · черна пешка на бяло поле f7 · черна пешка на черно поле g7 · черен цар на бяло поле h7 · черна пешка на черно поле b6 · черна пешка на черно поле c5 · черна пешка на бяло поле d5 · бяла пешка на бяло поле h5 · бяла пешка на бяло поле a4 · бяла пешка на бяло поле g4 · черна дама на черно поле e3 · бяла пешка на бяло поле f3 · бял цар на бяло поле h3 · бяла пешка на черно поле b2 · черен топ на бяло поле e2 · бяла дама на бяло поле d1 | бял топ на черно поле d8 · черна пешка на бяло поле f7 · черна пешка на черно поле g7 · черен цар на бяло поле h7 · черна пешка на черно поле b6 · черна пешка на черно поле c5 · черна пешка на бяло поле d5 · бяла пешка на бяло поле h5 · бяла пешка на бяло поле a4 · бяла пешка на бяло поле g4 · черна дама на черно поле e3 · бяла пешка на бяло поле f3 · бял цар на бяло поле h3 · бяла пешка на черно поле b2 · черен топ на бяло поле e2 · бяла дама на бяло поле d1 | 7 |
| 6 | бял топ на черно поле d8 · черна пешка на бяло поле f7 · черна пешка на черно поле g7 · черен цар на бяло поле h7 · черна пешка на черно поле b6 · черна пешка на черно поле c5 · черна пешка на бяло поле d5 · бяла пешка на бяло поле h5 · бяла пешка на бяло поле a4 · бяла пешка на бяло поле g4 · черна дама на черно поле e3 · бяла пешка на бяло поле f3 · бял цар на бяло поле h3 · бяла пешка на черно поле b2 · черен топ на бяло поле e2 · бяла дама на бяло поле d1 | бял топ на черно поле d8 · черна пешка на бяло поле f7 · черна пешка на черно поле g7 · черен цар на бяло поле h7 · черна пешка на черно поле b6 · черна пешка на черно поле c5 · черна пешка на бяло поле d5 · бяла пешка на бяло поле h5 · бяла пешка на бяло поле a4 · бяла пешка на бяло поле g4 · черна дама на черно поле e3 · бяла пешка на бяло поле f3 · бял цар на бяло поле h3 · бяла пешка на черно поле b2 · черен топ на бяло поле e2 · бяла дама на бяло поле d1 | бял топ на черно поле d8 · черна пешка на бяло поле f7 · черна пешка на черно поле g7 · черен цар на бяло поле h7 · черна пешка на черно поле b6 · черна пешка на черно поле c5 · черна пешка на бяло поле d5 · бяла пешка на бяло поле h5 · бяла пешка на бяло поле a4 · бяла пешка на бяло поле g4 · черна дама на черно поле e3 · бяла пешка на бяло поле f3 · бял цар на бяло поле h3 · бяла пешка на черно поле b2 · черен топ на бяло поле e2 · бяла дама на бяло поле d1 | бял топ на черно поле d8 · черна пешка на бяло поле f7 · черна пешка на черно поле g7 · черен цар на бяло поле h7 · черна пешка на черно поле b6 · черна пешка на черно поле c5 · черна пешка на бяло поле d5 · бяла пешка на бяло поле h5 · бяла пешка на бяло поле a4 · бяла пешка на бяло поле g4 · черна дама на черно поле e3 · бяла пешка на бяло поле f3 · бял цар на бяло поле h3 · бяла пешка на черно поле b2 · черен топ на бяло поле e2 · бяла дама на бяло поле d1 | бял топ на черно поле d8 · черна пешка на бяло поле f7 · черна пешка на черно поле g7 · черен цар на бяло поле h7 · черна пешка на черно поле b6 · черна пешка на черно поле c5 · черна пешка на бяло поле d5 · бяла пешка на бяло поле h5 · бяла пешка на бяло поле a4 · бяла пешка на бяло поле g4 · черна дама на черно поле e3 · бяла пешка на бяло поле f3 · бял цар на бяло поле h3 · бяла пешка на черно поле b2 · черен топ на бяло поле e2 · бяла дама на бяло поле d1 | бял топ на черно поле d8 · черна пешка на бяло поле f7 · черна пешка на черно поле g7 · черен цар на бяло поле h7 · черна пешка на черно поле b6 · черна пешка на черно поле c5 · черна пешка на бяло поле d5 · бяла пешка на бяло поле h5 · бяла пешка на бяло поле a4 · бяла пешка на бяло поле g4 · черна дама на черно поле e3 · бяла пешка на бяло поле f3 · бял цар на бяло поле h3 · бяла пешка на черно поле b2 · черен топ на бяло поле e2 · бяла дама на бяло поле d1 | бял топ на черно поле d8 · черна пешка на бяло поле f7 · черна пешка на черно поле g7 · черен цар на бяло поле h7 · черна пешка на черно поле b6 · черна пешка на черно поле c5 · черна пешка на бяло поле d5 · бяла пешка на бяло поле h5 · бяла пешка на бяло поле a4 · бяла пешка на бяло поле g4 · черна дама на черно поле e3 · бяла пешка на бяло поле f3 · бял цар на бяло поле h3 · бяла пешка на черно поле b2 · черен топ на бяло поле e2 · бяла дама на бяло поле d1 | бял топ на черно поле d8 · черна пешка на бяло поле f7 · черна пешка на черно поле g7 · черен цар на бяло поле h7 · черна пешка на черно поле b6 · черна пешка на черно поле c5 · черна пешка на бяло поле d5 · бяла пешка на бяло поле h5 · бяла пешка на бяло поле a4 · бяла пешка на бяло поле g4 · черна дама на черно поле e3 · бяла пешка на бяло поле f3 · бял цар на бяло поле h3 · бяла пешка на черно поле b2 · черен топ на бяло поле e2 · бяла дама на бяло поле d1 | 6 |
| 5 | бял топ на черно поле d8 · черна пешка на бяло поле f7 · черна пешка на черно поле g7 · черен цар на бяло поле h7 · черна пешка на черно поле b6 · черна пешка на черно поле c5 · черна пешка на бяло поле d5 · бяла пешка на бяло поле h5 · бяла пешка на бяло поле a4 · бяла пешка на бяло поле g4 · черна дама на черно поле e3 · бяла пешка на бяло поле f3 · бял цар на бяло поле h3 · бяла пешка на черно поле b2 · черен топ на бяло поле e2 · бяла дама на бяло поле d1 | бял топ на черно поле d8 · черна пешка на бяло поле f7 · черна пешка на черно поле g7 · черен цар на бяло поле h7 · черна пешка на черно поле b6 · черна пешка на черно поле c5 · черна пешка на бяло поле d5 · бяла пешка на бяло поле h5 · бяла пешка на бяло поле a4 · бяла пешка на бяло поле g4 · черна дама на черно поле e3 · бяла пешка на бяло поле f3 · бял цар на бяло поле h3 · бяла пешка на черно поле b2 · черен топ на бяло поле e2 · бяла дама на бяло поле d1 | бял топ на черно поле d8 · черна пешка на бяло поле f7 · черна пешка на черно поле g7 · черен цар на бяло поле h7 · черна пешка на черно поле b6 · черна пешка на черно поле c5 · черна пешка на бяло поле d5 · бяла пешка на бяло поле h5 · бяла пешка на бяло поле a4 · бяла пешка на бяло поле g4 · черна дама на черно поле e3 · бяла пешка на бяло поле f3 · бял цар на бяло поле h3 · бяла пешка на черно поле b2 · черен топ на бяло поле e2 · бяла дама на бяло поле d1 | бял топ на черно поле d8 · черна пешка на бяло поле f7 · черна пешка на черно поле g7 · черен цар на бяло поле h7 · черна пешка на черно поле b6 · черна пешка на черно поле c5 · черна пешка на бяло поле d5 · бяла пешка на бяло поле h5 · бяла пешка на бяло поле a4 · бяла пешка на бяло поле g4 · черна дама на черно поле e3 · бяла пешка на бяло поле f3 · бял цар на бяло поле h3 · бяла пешка на черно поле b2 · черен топ на бяло поле e2 · бяла дама на бяло поле d1 | бял топ на черно поле d8 · черна пешка на бяло поле f7 · черна пешка на черно поле g7 · черен цар на бяло поле h7 · черна пешка на черно поле b6 · черна пешка на черно поле c5 · черна пешка на бяло поле d5 · бяла пешка на бяло поле h5 · бяла пешка на бяло поле a4 · бяла пешка на бяло поле g4 · черна дама на черно поле e3 · бяла пешка на бяло поле f3 · бял цар на бяло поле h3 · бяла пешка на черно поле b2 · черен топ на бяло поле e2 · бяла дама на бяло поле d1 | бял топ на черно поле d8 · черна пешка на бяло поле f7 · черна пешка на черно поле g7 · черен цар на бяло поле h7 · черна пешка на черно поле b6 · черна пешка на черно поле c5 · черна пешка на бяло поле d5 · бяла пешка на бяло поле h5 · бяла пешка на бяло поле a4 · бяла пешка на бяло поле g4 · черна дама на черно поле e3 · бяла пешка на бяло поле f3 · бял цар на бяло поле h3 · бяла пешка на черно поле b2 · черен топ на бяло поле e2 · бяла дама на бяло поле d1 | бял топ на черно поле d8 · черна пешка на бяло поле f7 · черна пешка на черно поле g7 · черен цар на бяло поле h7 · черна пешка на черно поле b6 · черна пешка на черно поле c5 · черна пешка на бяло поле d5 · бяла пешка на бяло поле h5 · бяла пешка на бяло поле a4 · бяла пешка на бяло поле g4 · черна дама на черно поле e3 · бяла пешка на бяло поле f3 · бял цар на бяло поле h3 · бяла пешка на черно поле b2 · черен топ на бяло поле e2 · бяла дама на бяло поле d1 | бял топ на черно поле d8 · черна пешка на бяло поле f7 · черна пешка на черно поле g7 · черен цар на бяло поле h7 · черна пешка на черно поле b6 · черна пешка на черно поле c5 · черна пешка на бяло поле d5 · бяла пешка на бяло поле h5 · бяла пешка на бяло поле a4 · бяла пешка на бяло поле g4 · черна дама на черно поле e3 · бяла пешка на бяло поле f3 · бял цар на бяло поле h3 · бяла пешка на черно поле b2 · черен топ на бяло поле e2 · бяла дама на бяло поле d1 | 5 |
| 4 | бял топ на черно поле d8 · черна пешка на бяло поле f7 · черна пешка на черно поле g7 · черен цар на бяло поле h7 · черна пешка на черно поле b6 · черна пешка на черно поле c5 · черна пешка на бяло поле d5 · бяла пешка на бяло поле h5 · бяла пешка на бяло поле a4 · бяла пешка на бяло поле g4 · черна дама на черно поле e3 · бяла пешка на бяло поле f3 · бял цар на бяло поле h3 · бяла пешка на черно поле b2 · черен топ на бяло поле e2 · бяла дама на бяло поле d1 | бял топ на черно поле d8 · черна пешка на бяло поле f7 · черна пешка на черно поле g7 · черен цар на бяло поле h7 · черна пешка на черно поле b6 · черна пешка на черно поле c5 · черна пешка на бяло поле d5 · бяла пешка на бяло поле h5 · бяла пешка на бяло поле a4 · бяла пешка на бяло поле g4 · черна дама на черно поле e3 · бяла пешка на бяло поле f3 · бял цар на бяло поле h3 · бяла пешка на черно поле b2 · черен топ на бяло поле e2 · бяла дама на бяло поле d1 | бял топ на черно поле d8 · черна пешка на бяло поле f7 · черна пешка на черно поле g7 · черен цар на бяло поле h7 · черна пешка на черно поле b6 · черна пешка на черно поле c5 · черна пешка на бяло поле d5 · бяла пешка на бяло поле h5 · бяла пешка на бяло поле a4 · бяла пешка на бяло поле g4 · черна дама на черно поле e3 · бяла пешка на бяло поле f3 · бял цар на бяло поле h3 · бяла пешка на черно поле b2 · черен топ на бяло поле e2 · бяла дама на бяло поле d1 | бял топ на черно поле d8 · черна пешка на бяло поле f7 · черна пешка на черно поле g7 · черен цар на бяло поле h7 · черна пешка на черно поле b6 · черна пешка на черно поле c5 · черна пешка на бяло поле d5 · бяла пешка на бяло поле h5 · бяла пешка на бяло поле a4 · бяла пешка на бяло поле g4 · черна дама на черно поле e3 · бяла пешка на бяло поле f3 · бял цар на бяло поле h3 · бяла пешка на черно поле b2 · черен топ на бяло поле e2 · бяла дама на бяло поле d1 | бял топ на черно поле d8 · черна пешка на бяло поле f7 · черна пешка на черно поле g7 · черен цар на бяло поле h7 · черна пешка на черно поле b6 · черна пешка на черно поле c5 · черна пешка на бяло поле d5 · бяла пешка на бяло поле h5 · бяла пешка на бяло поле a4 · бяла пешка на бяло поле g4 · черна дама на черно поле e3 · бяла пешка на бяло поле f3 · бял цар на бяло поле h3 · бяла пешка на черно поле b2 · черен топ на бяло поле e2 · бяла дама на бяло поле d1 | бял топ на черно поле d8 · черна пешка на бяло поле f7 · черна пешка на черно поле g7 · черен цар на бяло поле h7 · черна пешка на черно поле b6 · черна пешка на черно поле c5 · черна пешка на бяло поле d5 · бяла пешка на бяло поле h5 · бяла пешка на бяло поле a4 · бяла пешка на бяло поле g4 · черна дама на черно поле e3 · бяла пешка на бяло поле f3 · бял цар на бяло поле h3 · бяла пешка на черно поле b2 · черен топ на бяло поле e2 · бяла дама на бяло поле d1 | бял топ на черно поле d8 · черна пешка на бяло поле f7 · черна пешка на черно поле g7 · черен цар на бяло поле h7 · черна пешка на черно поле b6 · черна пешка на черно поле c5 · черна пешка на бяло поле d5 · бяла пешка на бяло поле h5 · бяла пешка на бяло поле a4 · бяла пешка на бяло поле g4 · черна дама на черно поле e3 · бяла пешка на бяло поле f3 · бял цар на бяло поле h3 · бяла пешка на черно поле b2 · черен топ на бяло поле e2 · бяла дама на бяло поле d1 | бял топ на черно поле d8 · черна пешка на бяло поле f7 · черна пешка на черно поле g7 · черен цар на бяло поле h7 · черна пешка на черно поле b6 · черна пешка на черно поле c5 · черна пешка на бяло поле d5 · бяла пешка на бяло поле h5 · бяла пешка на бяло поле a4 · бяла пешка на бяло поле g4 · черна дама на черно поле e3 · бяла пешка на бяло поле f3 · бял цар на бяло поле h3 · бяла пешка на черно поле b2 · черен топ на бяло поле e2 · бяла дама на бяло поле d1 | 4 |
| 3 | бял топ на черно поле d8 · черна пешка на бяло поле f7 · черна пешка на черно поле g7 · черен цар на бяло поле h7 · черна пешка на черно поле b6 · черна пешка на черно поле c5 · черна пешка на бяло поле d5 · бяла пешка на бяло поле h5 · бяла пешка на бяло поле a4 · бяла пешка на бяло поле g4 · черна дама на черно поле e3 · бяла пешка на бяло поле f3 · бял цар на бяло поле h3 · бяла пешка на черно поле b2 · черен топ на бяло поле e2 · бяла дама на бяло поле d1 | бял топ на черно поле d8 · черна пешка на бяло поле f7 · черна пешка на черно поле g7 · черен цар на бяло поле h7 · черна пешка на черно поле b6 · черна пешка на черно поле c5 · черна пешка на бяло поле d5 · бяла пешка на бяло поле h5 · бяла пешка на бяло поле a4 · бяла пешка на бяло поле g4 · черна дама на черно поле e3 · бяла пешка на бяло поле f3 · бял цар на бяло поле h3 · бяла пешка на черно поле b2 · черен топ на бяло поле e2 · бяла дама на бяло поле d1 | бял топ на черно поле d8 · черна пешка на бяло поле f7 · черна пешка на черно поле g7 · черен цар на бяло поле h7 · черна пешка на черно поле b6 · черна пешка на черно поле c5 · черна пешка на бяло поле d5 · бяла пешка на бяло поле h5 · бяла пешка на бяло поле a4 · бяла пешка на бяло поле g4 · черна дама на черно поле e3 · бяла пешка на бяло поле f3 · бял цар на бяло поле h3 · бяла пешка на черно поле b2 · черен топ на бяло поле e2 · бяла дама на бяло поле d1 | бял топ на черно поле d8 · черна пешка на бяло поле f7 · черна пешка на черно поле g7 · черен цар на бяло поле h7 · черна пешка на черно поле b6 · черна пешка на черно поле c5 · черна пешка на бяло поле d5 · бяла пешка на бяло поле h5 · бяла пешка на бяло поле a4 · бяла пешка на бяло поле g4 · черна дама на черно поле e3 · бяла пешка на бяло поле f3 · бял цар на бяло поле h3 · бяла пешка на черно поле b2 · черен топ на бяло поле e2 · бяла дама на бяло поле d1 | бял топ на черно поле d8 · черна пешка на бяло поле f7 · черна пешка на черно поле g7 · черен цар на бяло поле h7 · черна пешка на черно поле b6 · черна пешка на черно поле c5 · черна пешка на бяло поле d5 · бяла пешка на бяло поле h5 · бяла пешка на бяло поле a4 · бяла пешка на бяло поле g4 · черна дама на черно поле e3 · бяла пешка на бяло поле f3 · бял цар на бяло поле h3 · бяла пешка на черно поле b2 · черен топ на бяло поле e2 · бяла дама на бяло поле d1 | бял топ на черно поле d8 · черна пешка на бяло поле f7 · черна пешка на черно поле g7 · черен цар на бяло поле h7 · черна пешка на черно поле b6 · черна пешка на черно поле c5 · черна пешка на бяло поле d5 · бяла пешка на бяло поле h5 · бяла пешка на бяло поле a4 · бяла пешка на бяло поле g4 · черна дама на черно поле e3 · бяла пешка на бяло поле f3 · бял цар на бяло поле h3 · бяла пешка на черно поле b2 · черен топ на бяло поле e2 · бяла дама на бяло поле d1 | бял топ на черно поле d8 · черна пешка на бяло поле f7 · черна пешка на черно поле g7 · черен цар на бяло поле h7 · черна пешка на черно поле b6 · черна пешка на черно поле c5 · черна пешка на бяло поле d5 · бяла пешка на бяло поле h5 · бяла пешка на бяло поле a4 · бяла пешка на бяло поле g4 · черна дама на черно поле e3 · бяла пешка на бяло поле f3 · бял цар на бяло поле h3 · бяла пешка на черно поле b2 · черен топ на бяло поле e2 · бяла дама на бяло поле d1 | бял топ на черно поле d8 · черна пешка на бяло поле f7 · черна пешка на черно поле g7 · черен цар на бяло поле h7 · черна пешка на черно поле b6 · черна пешка на черно поле c5 · черна пешка на бяло поле d5 · бяла пешка на бяло поле h5 · бяла пешка на бяло поле a4 · бяла пешка на бяло поле g4 · черна дама на черно поле e3 · бяла пешка на бяло поле f3 · бял цар на бяло поле h3 · бяла пешка на черно поле b2 · черен топ на бяло поле e2 · бяла дама на бяло поле d1 | 3 |
| 2 | бял топ на черно поле d8 · черна пешка на бяло поле f7 · черна пешка на черно поле g7 · черен цар на бяло поле h7 · черна пешка на черно поле b6 · черна пешка на черно поле c5 · черна пешка на бяло поле d5 · бяла пешка на бяло поле h5 · бяла пешка на бяло поле a4 · бяла пешка на бяло поле g4 · черна дама на черно поле e3 · бяла пешка на бяло поле f3 · бял цар на бяло поле h3 · бяла пешка на черно поле b2 · черен топ на бяло поле e2 · бяла дама на бяло поле d1 | бял топ на черно поле d8 · черна пешка на бяло поле f7 · черна пешка на черно поле g7 · черен цар на бяло поле h7 · черна пешка на черно поле b6 · черна пешка на черно поле c5 · черна пешка на бяло поле d5 · бяла пешка на бяло поле h5 · бяла пешка на бяло поле a4 · бяла пешка на бяло поле g4 · черна дама на черно поле e3 · бяла пешка на бяло поле f3 · бял цар на бяло поле h3 · бяла пешка на черно поле b2 · черен топ на бяло поле e2 · бяла дама на бяло поле d1 | бял топ на черно поле d8 · черна пешка на бяло поле f7 · черна пешка на черно поле g7 · черен цар на бяло поле h7 · черна пешка на черно поле b6 · черна пешка на черно поле c5 · черна пешка на бяло поле d5 · бяла пешка на бяло поле h5 · бяла пешка на бяло поле a4 · бяла пешка на бяло поле g4 · черна дама на черно поле e3 · бяла пешка на бяло поле f3 · бял цар на бяло поле h3 · бяла пешка на черно поле b2 · черен топ на бяло поле e2 · бяла дама на бяло поле d1 | бял топ на черно поле d8 · черна пешка на бяло поле f7 · черна пешка на черно поле g7 · черен цар на бяло поле h7 · черна пешка на черно поле b6 · черна пешка на черно поле c5 · черна пешка на бяло поле d5 · бяла пешка на бяло поле h5 · бяла пешка на бяло поле a4 · бяла пешка на бяло поле g4 · черна дама на черно поле e3 · бяла пешка на бяло поле f3 · бял цар на бяло поле h3 · бяла пешка на черно поле b2 · черен топ на бяло поле e2 · бяла дама на бяло поле d1 | бял топ на черно поле d8 · черна пешка на бяло поле f7 · черна пешка на черно поле g7 · черен цар на бяло поле h7 · черна пешка на черно поле b6 · черна пешка на черно поле c5 · черна пешка на бяло поле d5 · бяла пешка на бяло поле h5 · бяла пешка на бяло поле a4 · бяла пешка на бяло поле g4 · черна дама на черно поле e3 · бяла пешка на бяло поле f3 · бял цар на бяло поле h3 · бяла пешка на черно поле b2 · черен топ на бяло поле e2 · бяла дама на бяло поле d1 | бял топ на черно поле d8 · черна пешка на бяло поле f7 · черна пешка на черно поле g7 · черен цар на бяло поле h7 · черна пешка на черно поле b6 · черна пешка на черно поле c5 · черна пешка на бяло поле d5 · бяла пешка на бяло поле h5 · бяла пешка на бяло поле a4 · бяла пешка на бяло поле g4 · черна дама на черно поле e3 · бяла пешка на бяло поле f3 · бял цар на бяло поле h3 · бяла пешка на черно поле b2 · черен топ на бяло поле e2 · бяла дама на бяло поле d1 | бял топ на черно поле d8 · черна пешка на бяло поле f7 · черна пешка на черно поле g7 · черен цар на бяло поле h7 · черна пешка на черно поле b6 · черна пешка на черно поле c5 · черна пешка на бяло поле d5 · бяла пешка на бяло поле h5 · бяла пешка на бяло поле a4 · бяла пешка на бяло поле g4 · черна дама на черно поле e3 · бяла пешка на бяло поле f3 · бял цар на бяло поле h3 · бяла пешка на черно поле b2 · черен топ на бяло поле e2 · бяла дама на бяло поле d1 | бял топ на черно поле d8 · черна пешка на бяло поле f7 · черна пешка на черно поле g7 · черен цар на бяло поле h7 · черна пешка на черно поле b6 · черна пешка на черно поле c5 · черна пешка на бяло поле d5 · бяла пешка на бяло поле h5 · бяла пешка на бяло поле a4 · бяла пешка на бяло поле g4 · черна дама на черно поле e3 · бяла пешка на бяло поле f3 · бял цар на бяло поле h3 · бяла пешка на черно поле b2 · черен топ на бяло поле e2 · бяла дама на бяло поле d1 | 2 |
| 1 | бял топ на черно поле d8 · черна пешка на бяло поле f7 · черна пешка на черно поле g7 · черен цар на бяло поле h7 · черна пешка на черно поле b6 · черна пешка на черно поле c5 · черна пешка на бяло поле d5 · бяла пешка на бяло поле h5 · бяла пешка на бяло поле a4 · бяла пешка на бяло поле g4 · черна дама на черно поле e3 · бяла пешка на бяло поле f3 · бял цар на бяло поле h3 · бяла пешка на черно поле b2 · черен топ на бяло поле e2 · бяла дама на бяло поле d1 | бял топ на черно поле d8 · черна пешка на бяло поле f7 · черна пешка на черно поле g7 · черен цар на бяло поле h7 · черна пешка на черно поле b6 · черна пешка на черно поле c5 · черна пешка на бяло поле d5 · бяла пешка на бяло поле h5 · бяла пешка на бяло поле a4 · бяла пешка на бяло поле g4 · черна дама на черно поле e3 · бяла пешка на бяло поле f3 · бял цар на бяло поле h3 · бяла пешка на черно поле b2 · черен топ на бяло поле e2 · бяла дама на бяло поле d1 | бял топ на черно поле d8 · черна пешка на бяло поле f7 · черна пешка на черно поле g7 · черен цар на бяло поле h7 · черна пешка на черно поле b6 · черна пешка на черно поле c5 · черна пешка на бяло поле d5 · бяла пешка на бяло поле h5 · бяла пешка на бяло поле a4 · бяла пешка на бяло поле g4 · черна дама на черно поле e3 · бяла пешка на бяло поле f3 · бял цар на бяло поле h3 · бяла пешка на черно поле b2 · черен топ на бяло поле e2 · бяла дама на бяло поле d1 | бял топ на черно поле d8 · черна пешка на бяло поле f7 · черна пешка на черно поле g7 · черен цар на бяло поле h7 · черна пешка на черно поле b6 · черна пешка на черно поле c5 · черна пешка на бяло поле d5 · бяла пешка на бяло поле h5 · бяла пешка на бяло поле a4 · бяла пешка на бяло поле g4 · черна дама на черно поле e3 · бяла пешка на бяло поле f3 · бял цар на бяло поле h3 · бяла пешка на черно поле b2 · черен топ на бяло поле e2 · бяла дама на бяло поле d1 | бял топ на черно поле d8 · черна пешка на бяло поле f7 · черна пешка на черно поле g7 · черен цар на бяло поле h7 · черна пешка на черно поле b6 · черна пешка на черно поле c5 · черна пешка на бяло поле d5 · бяла пешка на бяло поле h5 · бяла пешка на бяло поле a4 · бяла пешка на бяло поле g4 · черна дама на черно поле e3 · бяла пешка на бяло поле f3 · бял цар на бяло поле h3 · бяла пешка на черно поле b2 · черен топ на бяло поле e2 · бяла дама на бяло поле d1 | бял топ на черно поле d8 · черна пешка на бяло поле f7 · черна пешка на черно поле g7 · черен цар на бяло поле h7 · черна пешка на черно поле b6 · черна пешка на черно поле c5 · черна пешка на бяло поле d5 · бяла пешка на бяло поле h5 · бяла пешка на бяло поле a4 · бяла пешка на бяло поле g4 · черна дама на черно поле e3 · бяла пешка на бяло поле f3 · бял цар на бяло поле h3 · бяла пешка на черно поле b2 · черен топ на бяло поле e2 · бяла дама на бяло поле d1 | бял топ на черно поле d8 · черна пешка на бяло поле f7 · черна пешка на черно поле g7 · черен цар на бяло поле h7 · черна пешка на черно поле b6 · черна пешка на черно поле c5 · черна пешка на бяло поле d5 · бяла пешка на бяло поле h5 · бяла пешка на бяло поле a4 · бяла пешка на бяло поле g4 · черна дама на черно поле e3 · бяла пешка на бяло поле f3 · бял цар на бяло поле h3 · бяла пешка на черно поле b2 · черен топ на бяло поле e2 · бяла дама на бяло поле d1 | бял топ на черно поле d8 · черна пешка на бяло поле f7 · черна пешка на черно поле g7 · черен цар на бяло поле h7 · черна пешка на черно поле b6 · черна пешка на черно поле c5 · черна пешка на бяло поле d5 · бяла пешка на бяло поле h5 · бяла пешка на бяло поле a4 · бяла пешка на бяло поле g4 · черна дама на черно поле e3 · бяла пешка на бяло поле f3 · бял цар на бяло поле h3 · бяла пешка на черно поле b2 · черен топ на бяло поле e2 · бяла дама на бяло поле d1 | 1 |
|   | a | b | c | d | e | f | g | h |   |

33. Тa7–d7? (по-добре Дd1–f3!), което позволява на Алехин да играе 33. … Дg6-e6! за да образува батарея и по този начин да създаде двойна заплаха: Тd7 е атакуван и Тe5-e1+ заплашва да спечели дамата. Капабланка избягва незабавната загуба на материал с междинен шах 34. Дd1-d3+ g7-g6, но не успява да задържи позицията. Следва 
35. Тd8 d4 36. a4 Te1+ 
37. Цg2 Дc6+! 38. f3 Te3+ 39. Дd1 Де6 Отново батарея. 40. g4 Te2+ 41. Цh3 Де3 (диаграма 2)  Започва атака на отслабената бяла пешка f3. Белият топ остава изолиран и не може да се включи в защитата. 42. Дh1 Дf4 43. h5 Tf2 Пешката f3 пада с матови заплахи. Белите нямат вечен шах и се предават. Алехин е бил майстор на батареята и често е постигал победа чрез нея. 

## В шахматната композиция
В шахматната композиция терминът „батарея“ има друго определение. Батерията е подредба на две едноцветни разноименни фигури на една и съща линия, така че напускането на линията от предната фигура позволява да се включи действието на задната далекобойна фигура.
Разграничават се следните видове батареи:
1. Според цвета на фигурите: бяла, черна и смесена.
2. Според вида на фигурата, стояща отпред: царска, турова, конска, офицерска, пешечна.
3. Според конструкцията:
- пряка – след като предната фигура напусне, възниква открит шах, тъй като действието на задната далекобойна фигура е насочена към полето, на което се намира царят от противоположния цвят;
- непряка – насочена към полето, съседно на царя;
- диагонална — поставяне на две фигури и царя на противоположните страни на диагонална линия;
- замаскирана – далекобойна фигура влиза в действие, след като две или повече фигури от произволен цвят напуснат линията. Специален случай на замаскирана батарея е подреждането на две фигури от един цвят на линията на действие на далекобойна фигура от същия цвят, наречено полубатарея. [2]

### Пример от етюд
|   | a | b | c | d | e | f | g | h |   |
| 8 | черен цар на черно поле h8 · бял топ на черно поле g7 · черен топ на черно поле h6 · бял офицер на черно поле b2 · бял цар на черно поле a1 | черен цар на черно поле h8 · бял топ на черно поле g7 · черен топ на черно поле h6 · бял офицер на черно поле b2 · бял цар на черно поле a1 | черен цар на черно поле h8 · бял топ на черно поле g7 · черен топ на черно поле h6 · бял офицер на черно поле b2 · бял цар на черно поле a1 | черен цар на черно поле h8 · бял топ на черно поле g7 · черен топ на черно поле h6 · бял офицер на черно поле b2 · бял цар на черно поле a1 | черен цар на черно поле h8 · бял топ на черно поле g7 · черен топ на черно поле h6 · бял офицер на черно поле b2 · бял цар на черно поле a1 | черен цар на черно поле h8 · бял топ на черно поле g7 · черен топ на черно поле h6 · бял офицер на черно поле b2 · бял цар на черно поле a1 | черен цар на черно поле h8 · бял топ на черно поле g7 · черен топ на черно поле h6 · бял офицер на черно поле b2 · бял цар на черно поле a1 | черен цар на черно поле h8 · бял топ на черно поле g7 · черен топ на черно поле h6 · бял офицер на черно поле b2 · бял цар на черно поле a1 | 8 |
| 7 | черен цар на черно поле h8 · бял топ на черно поле g7 · черен топ на черно поле h6 · бял офицер на черно поле b2 · бял цар на черно поле a1 | черен цар на черно поле h8 · бял топ на черно поле g7 · черен топ на черно поле h6 · бял офицер на черно поле b2 · бял цар на черно поле a1 | черен цар на черно поле h8 · бял топ на черно поле g7 · черен топ на черно поле h6 · бял офицер на черно поле b2 · бял цар на черно поле a1 | черен цар на черно поле h8 · бял топ на черно поле g7 · черен топ на черно поле h6 · бял офицер на черно поле b2 · бял цар на черно поле a1 | черен цар на черно поле h8 · бял топ на черно поле g7 · черен топ на черно поле h6 · бял офицер на черно поле b2 · бял цар на черно поле a1 | черен цар на черно поле h8 · бял топ на черно поле g7 · черен топ на черно поле h6 · бял офицер на черно поле b2 · бял цар на черно поле a1 | черен цар на черно поле h8 · бял топ на черно поле g7 · черен топ на черно поле h6 · бял офицер на черно поле b2 · бял цар на черно поле a1 | черен цар на черно поле h8 · бял топ на черно поле g7 · черен топ на черно поле h6 · бял офицер на черно поле b2 · бял цар на черно поле a1 | 7 |
| 6 | черен цар на черно поле h8 · бял топ на черно поле g7 · черен топ на черно поле h6 · бял офицер на черно поле b2 · бял цар на черно поле a1 | черен цар на черно поле h8 · бял топ на черно поле g7 · черен топ на черно поле h6 · бял офицер на черно поле b2 · бял цар на черно поле a1 | черен цар на черно поле h8 · бял топ на черно поле g7 · черен топ на черно поле h6 · бял офицер на черно поле b2 · бял цар на черно поле a1 | черен цар на черно поле h8 · бял топ на черно поле g7 · черен топ на черно поле h6 · бял офицер на черно поле b2 · бял цар на черно поле a1 | черен цар на черно поле h8 · бял топ на черно поле g7 · черен топ на черно поле h6 · бял офицер на черно поле b2 · бял цар на черно поле a1 | черен цар на черно поле h8 · бял топ на черно поле g7 · черен топ на черно поле h6 · бял офицер на черно поле b2 · бял цар на черно поле a1 | черен цар на черно поле h8 · бял топ на черно поле g7 · черен топ на черно поле h6 · бял офицер на черно поле b2 · бял цар на черно поле a1 | черен цар на черно поле h8 · бял топ на черно поле g7 · черен топ на черно поле h6 · бял офицер на черно поле b2 · бял цар на черно поле a1 | 6 |
| 5 | черен цар на черно поле h8 · бял топ на черно поле g7 · черен топ на черно поле h6 · бял офицер на черно поле b2 · бял цар на черно поле a1 | черен цар на черно поле h8 · бял топ на черно поле g7 · черен топ на черно поле h6 · бял офицер на черно поле b2 · бял цар на черно поле a1 | черен цар на черно поле h8 · бял топ на черно поле g7 · черен топ на черно поле h6 · бял офицер на черно поле b2 · бял цар на черно поле a1 | черен цар на черно поле h8 · бял топ на черно поле g7 · черен топ на черно поле h6 · бял офицер на черно поле b2 · бял цар на черно поле a1 | черен цар на черно поле h8 · бял топ на черно поле g7 · черен топ на черно поле h6 · бял офицер на черно поле b2 · бял цар на черно поле a1 | черен цар на черно поле h8 · бял топ на черно поле g7 · черен топ на черно поле h6 · бял офицер на черно поле b2 · бял цар на черно поле a1 | черен цар на черно поле h8 · бял топ на черно поле g7 · черен топ на черно поле h6 · бял офицер на черно поле b2 · бял цар на черно поле a1 | черен цар на черно поле h8 · бял топ на черно поле g7 · черен топ на черно поле h6 · бял офицер на черно поле b2 · бял цар на черно поле a1 | 5 |
| 4 | черен цар на черно поле h8 · бял топ на черно поле g7 · черен топ на черно поле h6 · бял офицер на черно поле b2 · бял цар на черно поле a1 | черен цар на черно поле h8 · бял топ на черно поле g7 · черен топ на черно поле h6 · бял офицер на черно поле b2 · бял цар на черно поле a1 | черен цар на черно поле h8 · бял топ на черно поле g7 · черен топ на черно поле h6 · бял офицер на черно поле b2 · бял цар на черно поле a1 | черен цар на черно поле h8 · бял топ на черно поле g7 · черен топ на черно поле h6 · бял офицер на черно поле b2 · бял цар на черно поле a1 | черен цар на черно поле h8 · бял топ на черно поле g7 · черен топ на черно поле h6 · бял офицер на черно поле b2 · бял цар на черно поле a1 | черен цар на черно поле h8 · бял топ на черно поле g7 · черен топ на черно поле h6 · бял офицер на черно поле b2 · бял цар на черно поле a1 | черен цар на черно поле h8 · бял топ на черно поле g7 · черен топ на черно поле h6 · бял офицер на черно поле b2 · бял цар на черно поле a1 | черен цар на черно поле h8 · бял топ на черно поле g7 · черен топ на черно поле h6 · бял офицер на черно поле b2 · бял цар на черно поле a1 | 4 |
| 3 | черен цар на черно поле h8 · бял топ на черно поле g7 · черен топ на черно поле h6 · бял офицер на черно поле b2 · бял цар на черно поле a1 | черен цар на черно поле h8 · бял топ на черно поле g7 · черен топ на черно поле h6 · бял офицер на черно поле b2 · бял цар на черно поле a1 | черен цар на черно поле h8 · бял топ на черно поле g7 · черен топ на черно поле h6 · бял офицер на черно поле b2 · бял цар на черно поле a1 | черен цар на черно поле h8 · бял топ на черно поле g7 · черен топ на черно поле h6 · бял офицер на черно поле b2 · бял цар на черно поле a1 | черен цар на черно поле h8 · бял топ на черно поле g7 · черен топ на черно поле h6 · бял офицер на черно поле b2 · бял цар на черно поле a1 | черен цар на черно поле h8 · бял топ на черно поле g7 · черен топ на черно поле h6 · бял офицер на черно поле b2 · бял цар на черно поле a1 | черен цар на черно поле h8 · бял топ на черно поле g7 · черен топ на черно поле h6 · бял офицер на черно поле b2 · бял цар на черно поле a1 | черен цар на черно поле h8 · бял топ на черно поле g7 · черен топ на черно поле h6 · бял офицер на черно поле b2 · бял цар на черно поле a1 | 3 |
| 2 | черен цар на черно поле h8 · бял топ на черно поле g7 · черен топ на черно поле h6 · бял офицер на черно поле b2 · бял цар на черно поле a1 | черен цар на черно поле h8 · бял топ на черно поле g7 · черен топ на черно поле h6 · бял офицер на черно поле b2 · бял цар на черно поле a1 | черен цар на черно поле h8 · бял топ на черно поле g7 · черен топ на черно поле h6 · бял офицер на черно поле b2 · бял цар на черно поле a1 | черен цар на черно поле h8 · бял топ на черно поле g7 · черен топ на черно поле h6 · бял офицер на черно поле b2 · бял цар на черно поле a1 | черен цар на черно поле h8 · бял топ на черно поле g7 · черен топ на черно поле h6 · бял офицер на черно поле b2 · бял цар на черно поле a1 | черен цар на черно поле h8 · бял топ на черно поле g7 · черен топ на черно поле h6 · бял офицер на черно поле b2 · бял цар на черно поле a1 | черен цар на черно поле h8 · бял топ на черно поле g7 · черен топ на черно поле h6 · бял офицер на черно поле b2 · бял цар на черно поле a1 | черен цар на черно поле h8 · бял топ на черно поле g7 · черен топ на черно поле h6 · бял офицер на черно поле b2 · бял цар на черно поле a1 | 2 |
| 1 | черен цар на черно поле h8 · бял топ на черно поле g7 · черен топ на черно поле h6 · бял офицер на черно поле b2 · бял цар на черно поле a1 | черен цар на черно поле h8 · бял топ на черно поле g7 · черен топ на черно поле h6 · бял офицер на черно поле b2 · бял цар на черно поле a1 | черен цар на черно поле h8 · бял топ на черно поле g7 · черен топ на черно поле h6 · бял офицер на черно поле b2 · бял цар на черно поле a1 | черен цар на черно поле h8 · бял топ на черно поле g7 · черен топ на черно поле h6 · бял офицер на черно поле b2 · бял цар на черно поле a1 | черен цар на черно поле h8 · бял топ на черно поле g7 · черен топ на черно поле h6 · бял офицер на черно поле b2 · бял цар на черно поле a1 | черен цар на черно поле h8 · бял топ на черно поле g7 · черен топ на черно поле h6 · бял офицер на черно поле b2 · бял цар на черно поле a1 | черен цар на черно поле h8 · бял топ на черно поле g7 · черен топ на черно поле h6 · бял офицер на черно поле b2 · бял цар на черно поле a1 | черен цар на черно поле h8 · бял топ на черно поле g7 · черен топ на черно поле h6 · бял офицер на черно поле b2 · бял цар на черно поле a1 | 1 |
|   | a | b | c | d | e | f | g | h |   |

Офицерът на b2 и топът на g7 (диаграма 3) образуват батарея срещу черния цар, която е достъпна за открито нападение със заплаха и за черния топ, но не може да се използва веднага, защото при 1. Тg6+ Цh7 царят предпазва топа. След 1. Цa1-b1 възможният шах от черния топ на a6 се неутрализира. Сега черните са в цугцванг и са принудени да се движат и да отдалечат топа от царя, но не могат да направят смислен шах, например Та6. Така те губят своя топ, например след 1. … Тh6-h1+ 2. Тg7-g1+!. Ако вместо това черният топ беше на f8, както се случва в друг вариант на етюда, ще спечели ходът 1. Цa1-a2 и черните отново няма да имат смислен ход.